# متحف التأريخ الطبيعي في شيراز
متحف التاريخ الطبيعي في شيراز: (بالفارسية: موزه تاریخ طبیعی شیراز) هو متحف للتأريخ الطبيعي في جامعة شيراز  والذي تم بناؤه في شهر مارس عام 1974م في مدينة شيراز (مركز محافظة فارس ومقاطعة شيراز [بحاجة لمصدر])، ويحتوي هذا المتحف على أنواع کثيرة من حيوانات محنّطة، ونباتات وأحافير يُعدّ بعضها من النوادر شبه المنقرضة. وتم جمع وعرض أكثر من  2500 عينة ونموذج من اللافقاريات والفقاريات  (بما في ذلك البرمائيات والزواحف والطيور) في قسم علم معرفة الحيوانات في المتحف. كما تم جمع وعرض أكثر من 60 نوعاً من النباتات الطبية في قسم نباتات الزينة والطبية من المتحف إلى جانب عرض أحافير لأسماك تعود إلى قبل 70 مليون سنة والمعادن وأنواع الصخور والأحافير في قسم الحفريات الجيولوجية من المتحف.

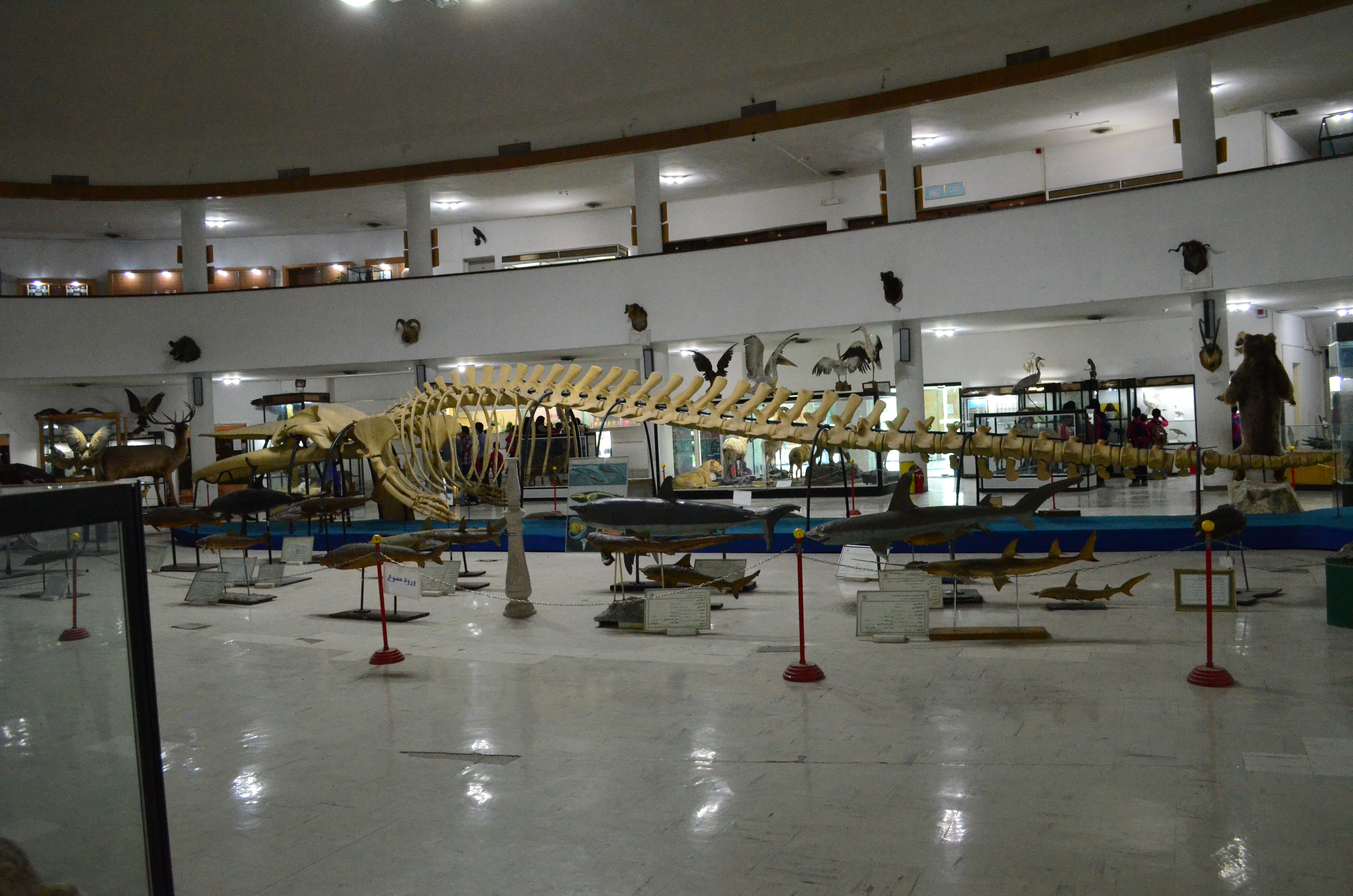
عرض نموذج لإحدى الديناصورات المنقرضة في المتحف

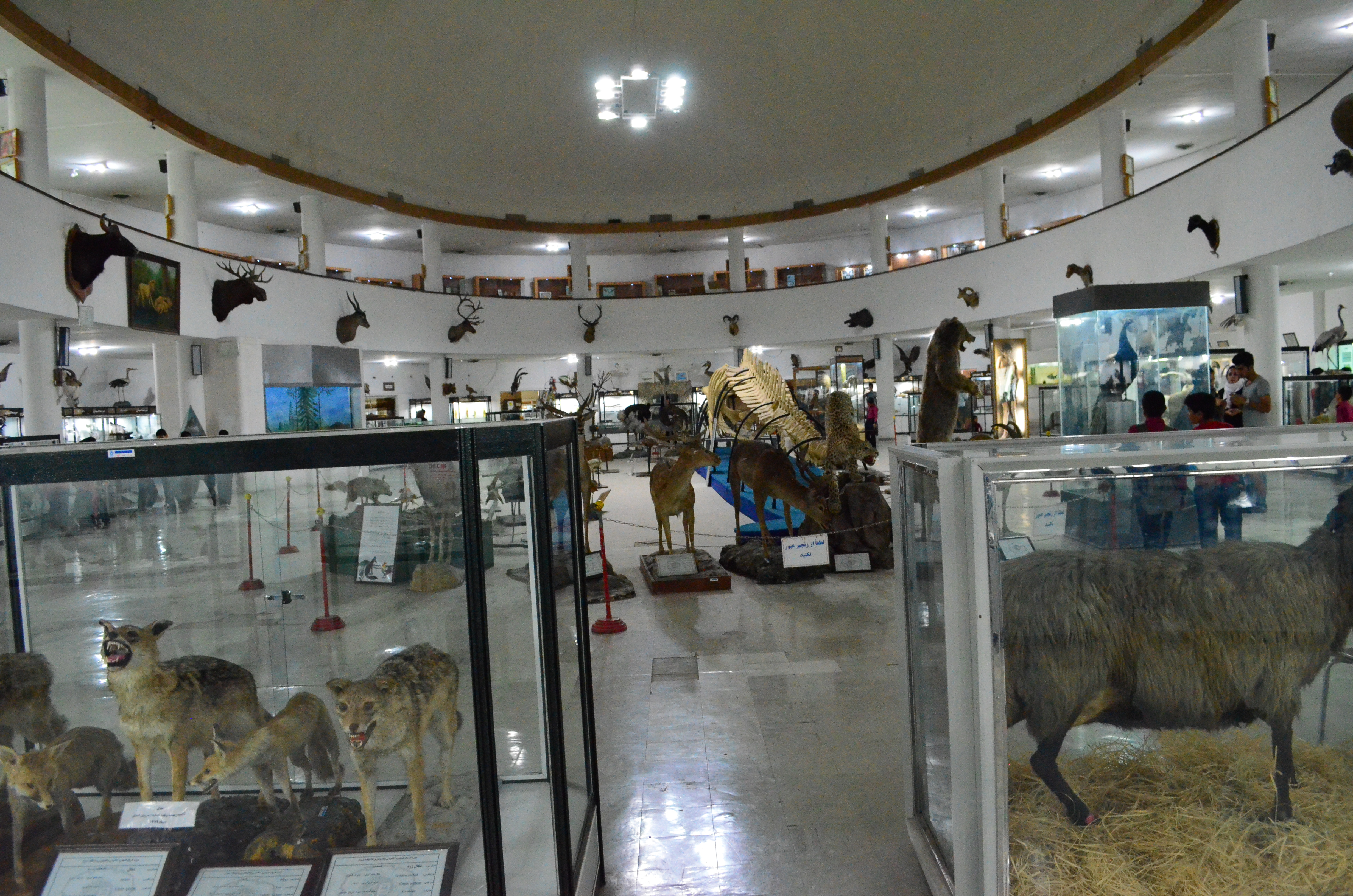
عرض مجموعة كبيرة لحيوانات محنطة

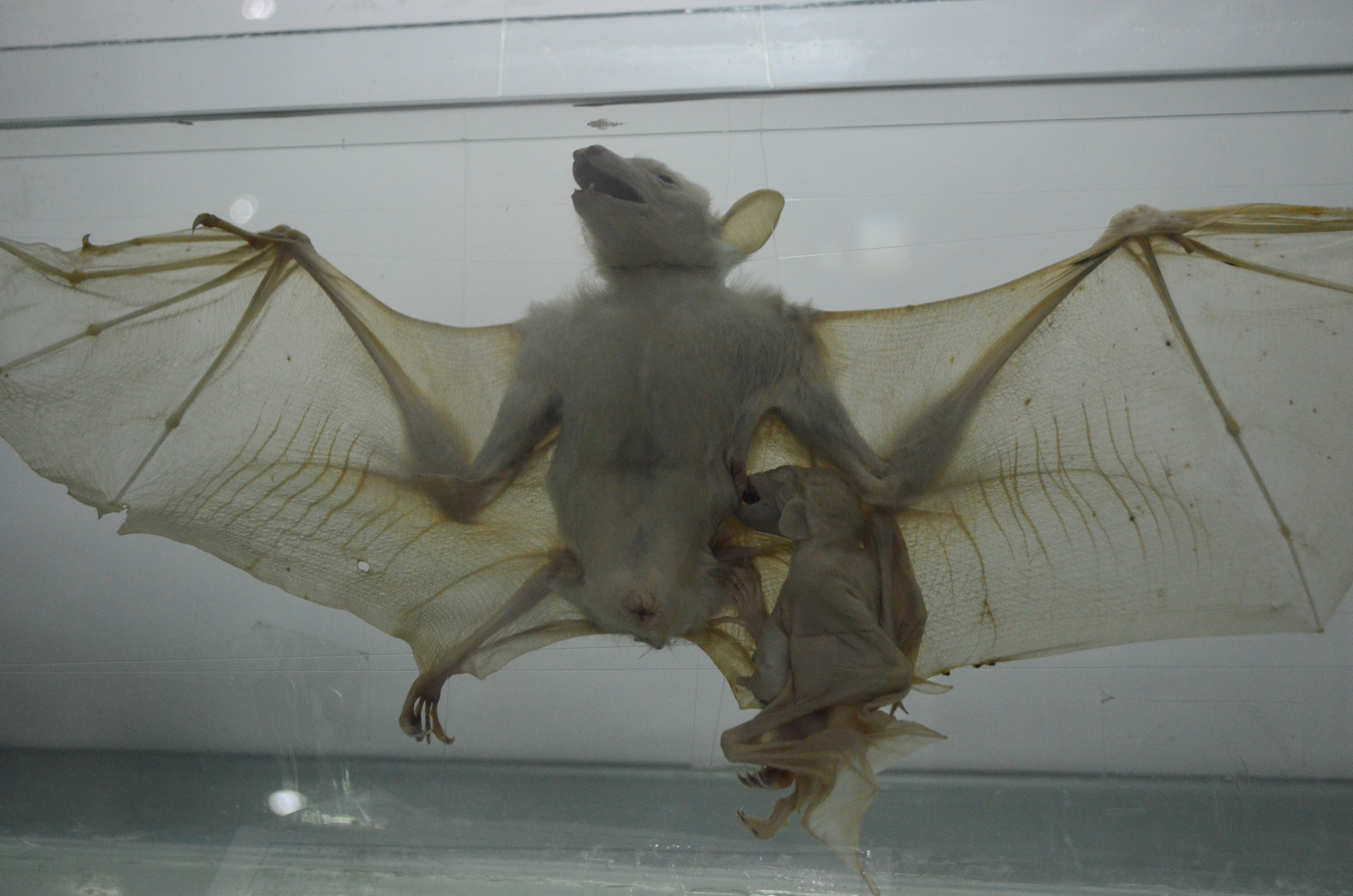
خفاش محنط في المتحف

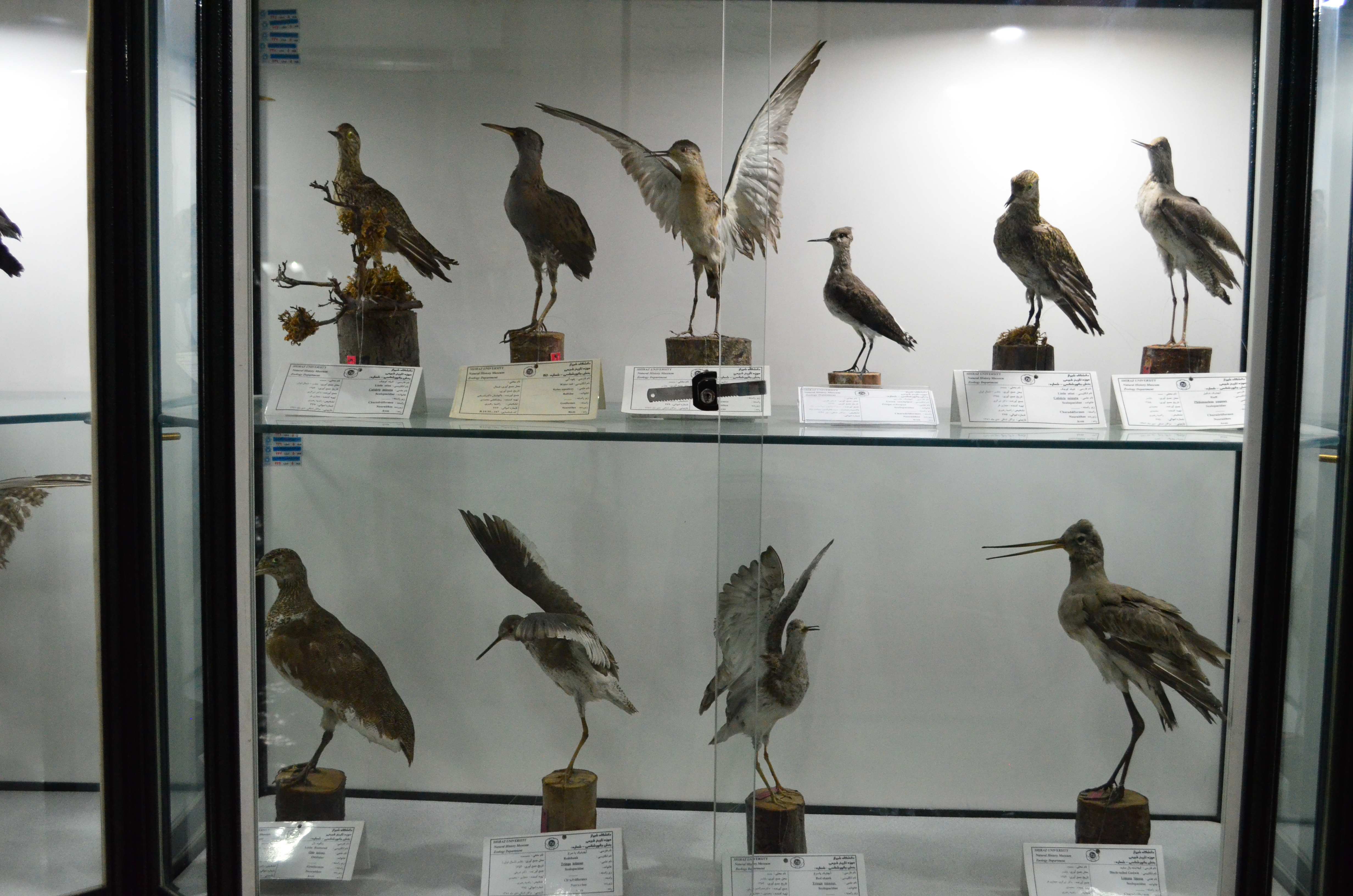
مجموعة من الطيور داخل المتحف

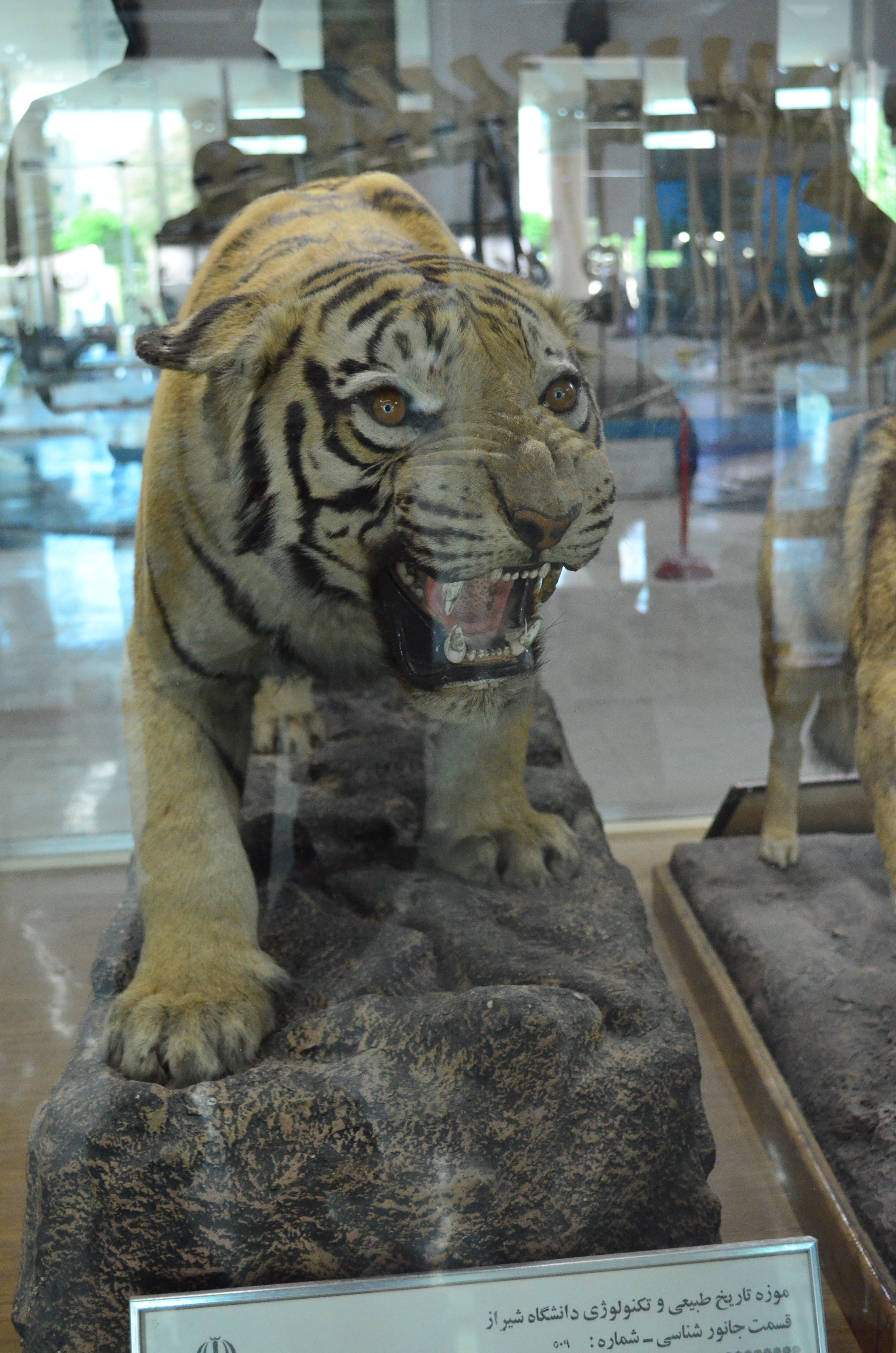
حيوان معروض في المتحف

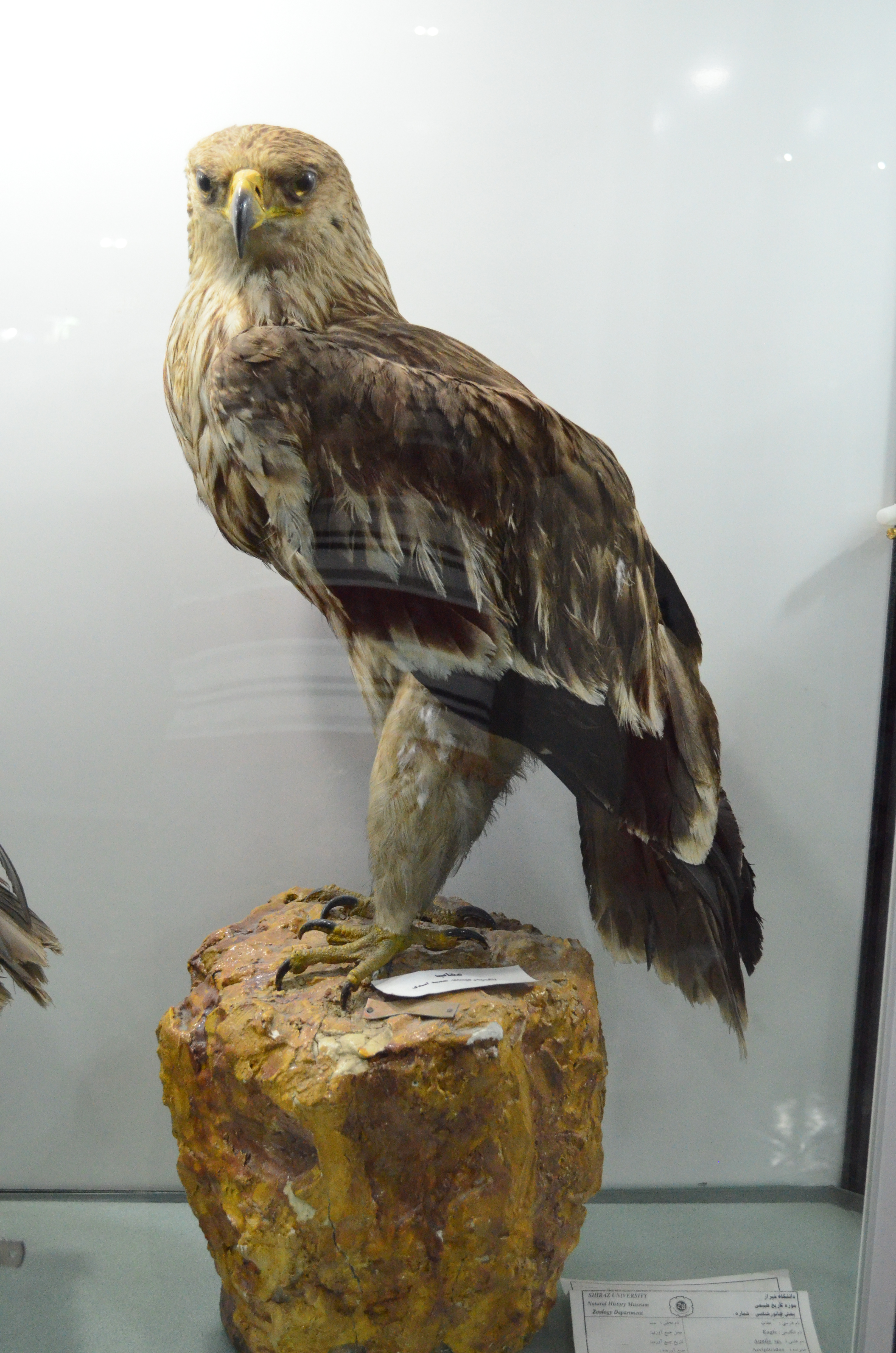
طائر محنط في إحدى أقسام المتحف

## الموقع
يقع متحف التاريخ الطبيعي في جامعة شيراز في بولفار مدرس في مدينة شيراز بمحافظة فارس جنوب إيران.

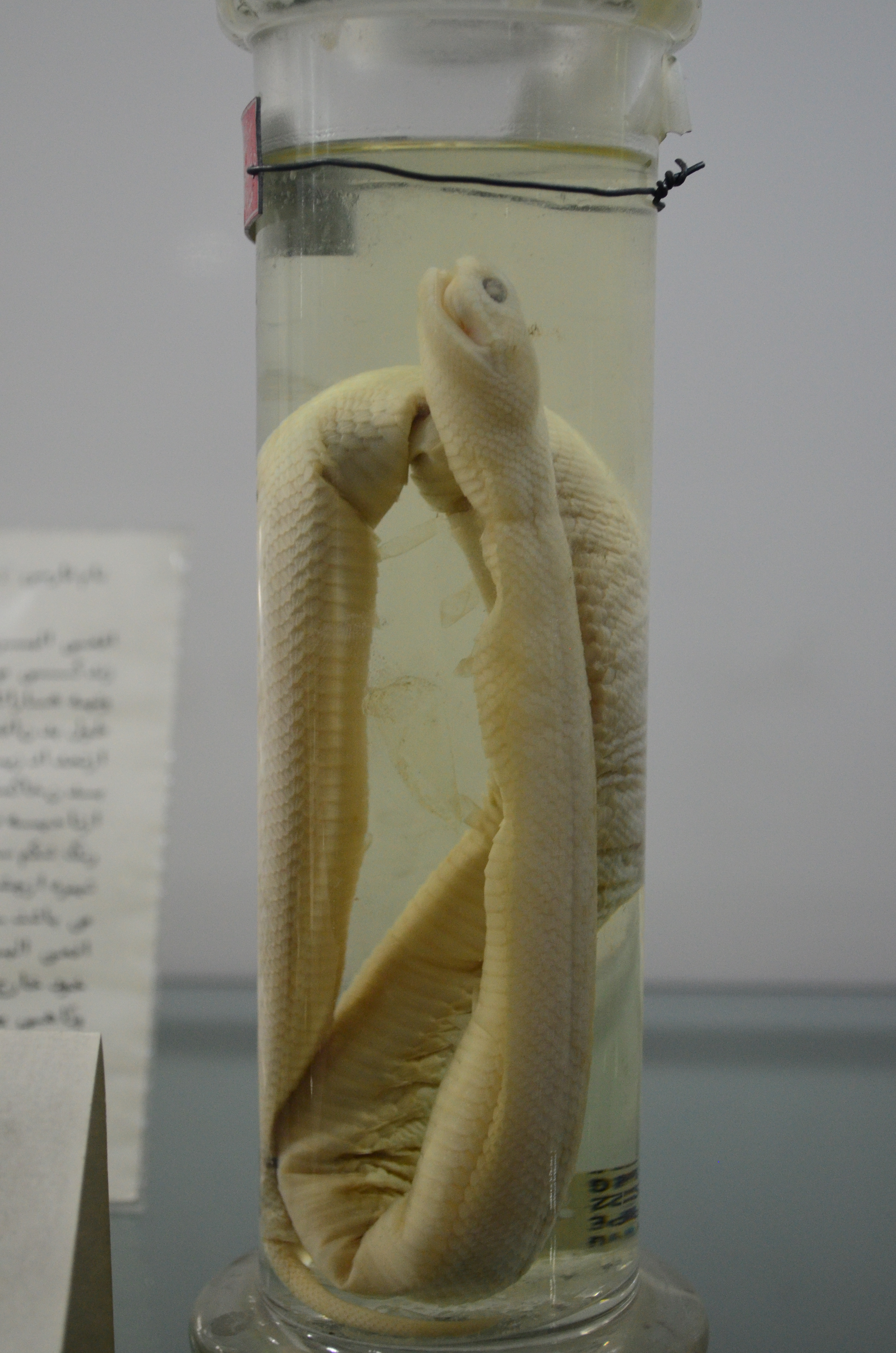

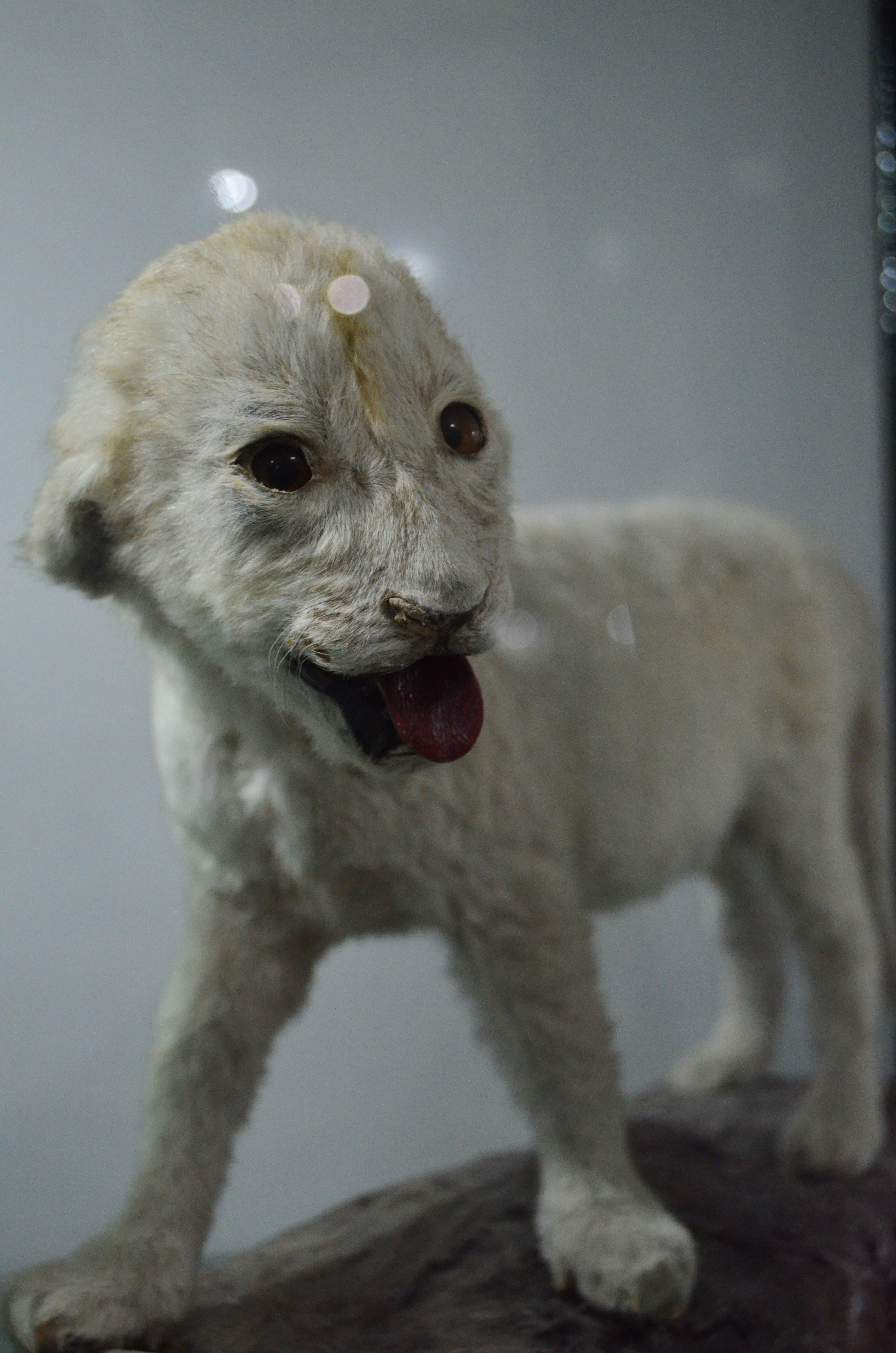

## معرض الصور

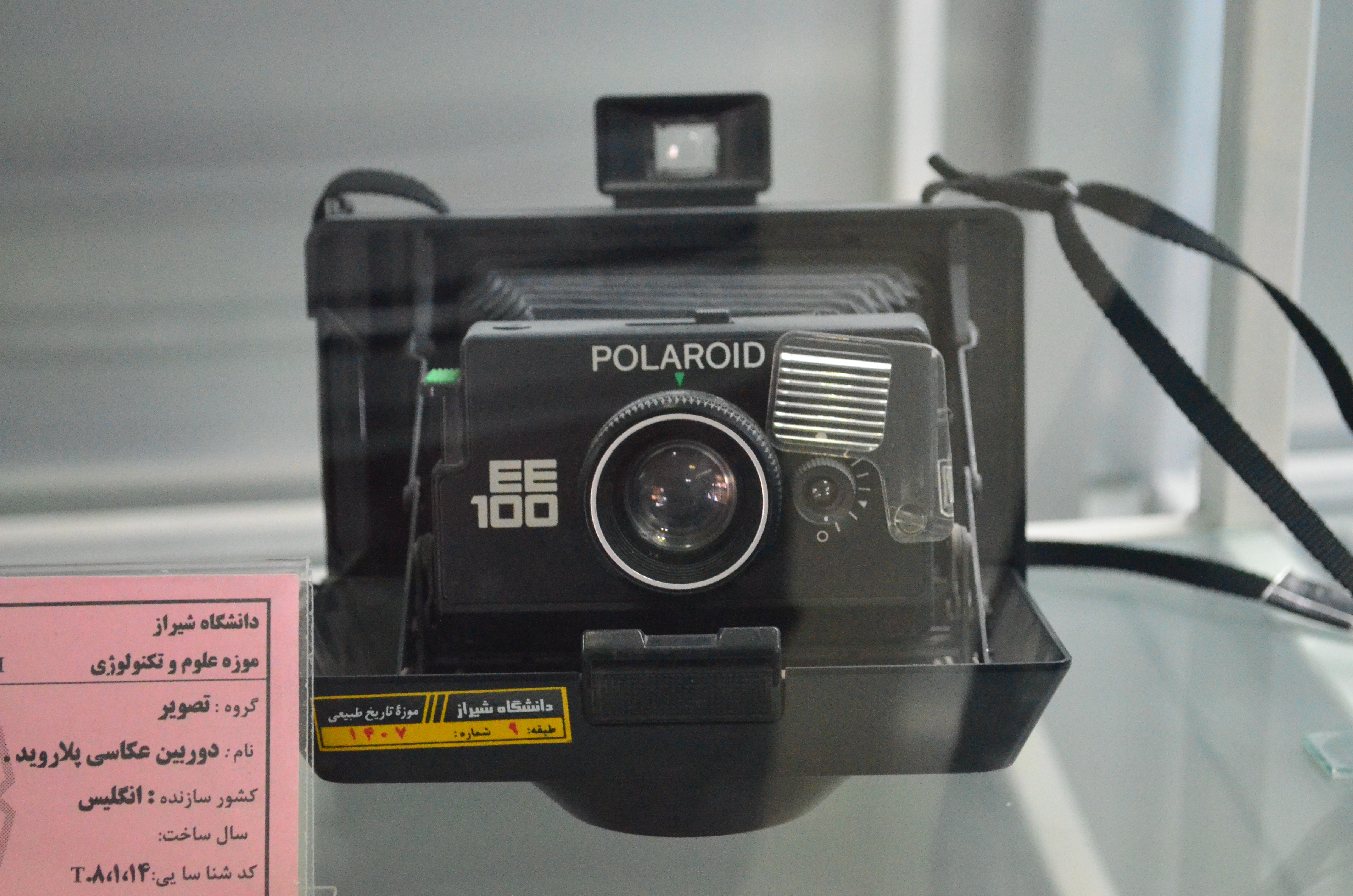
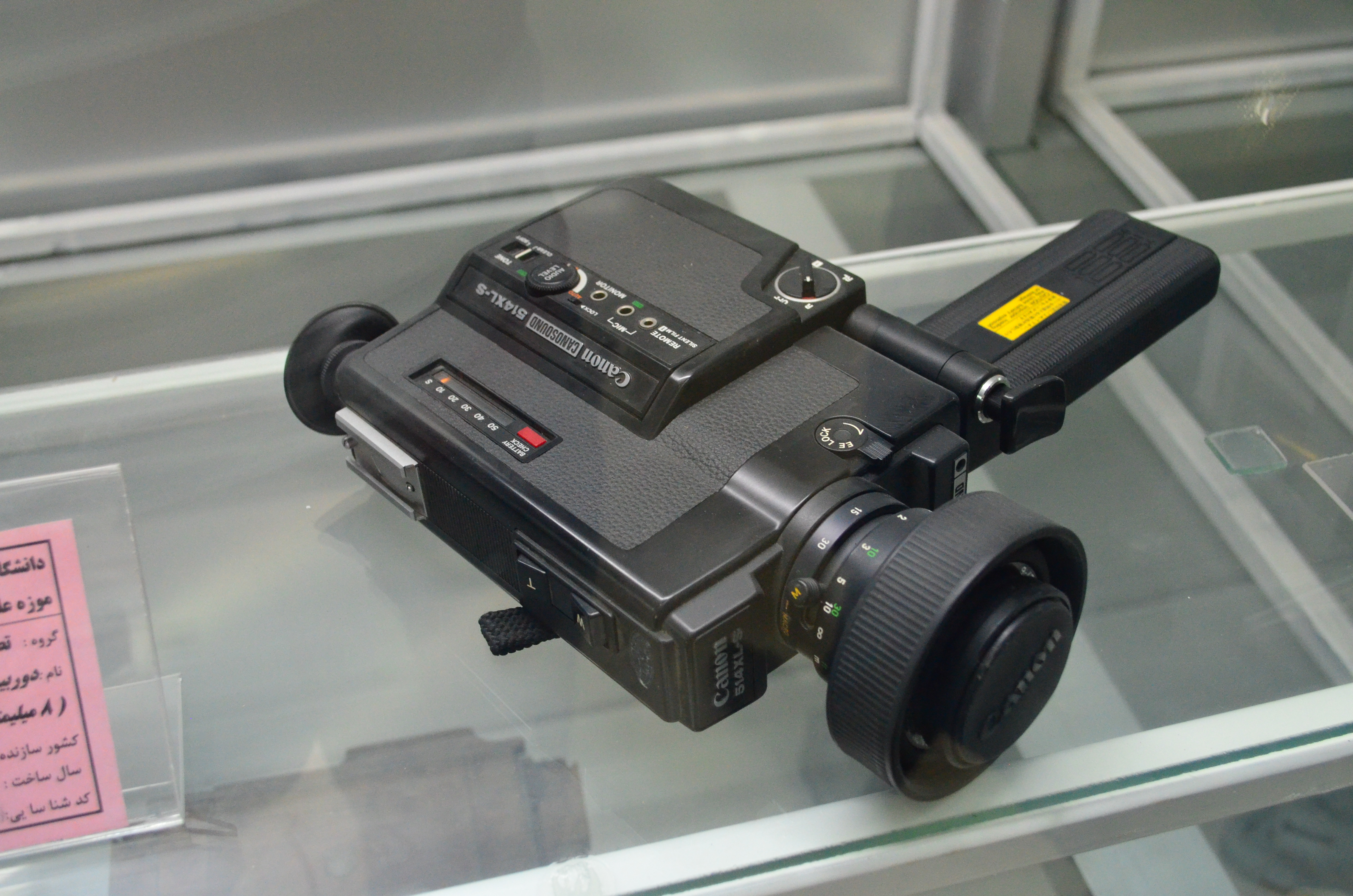
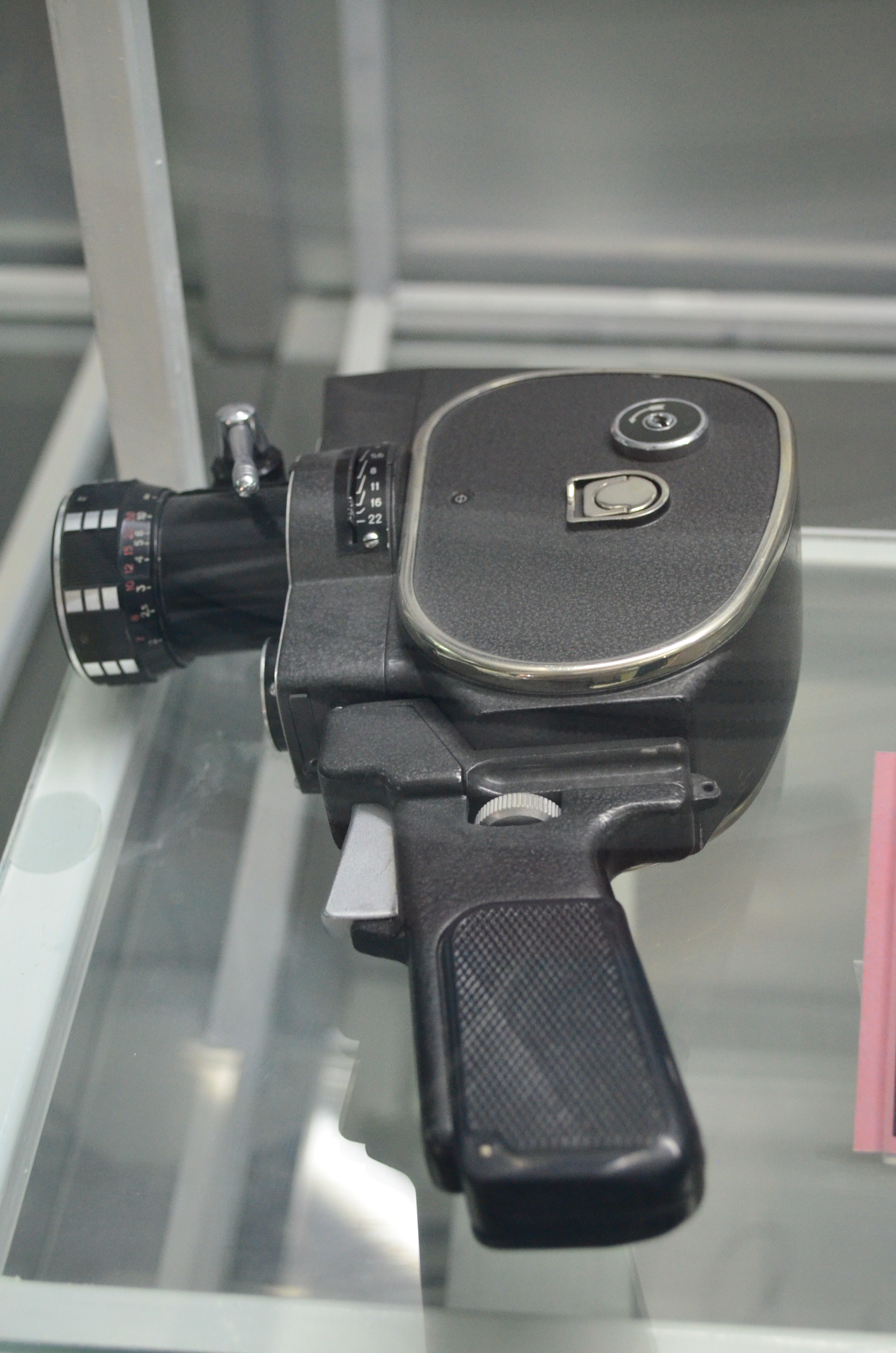
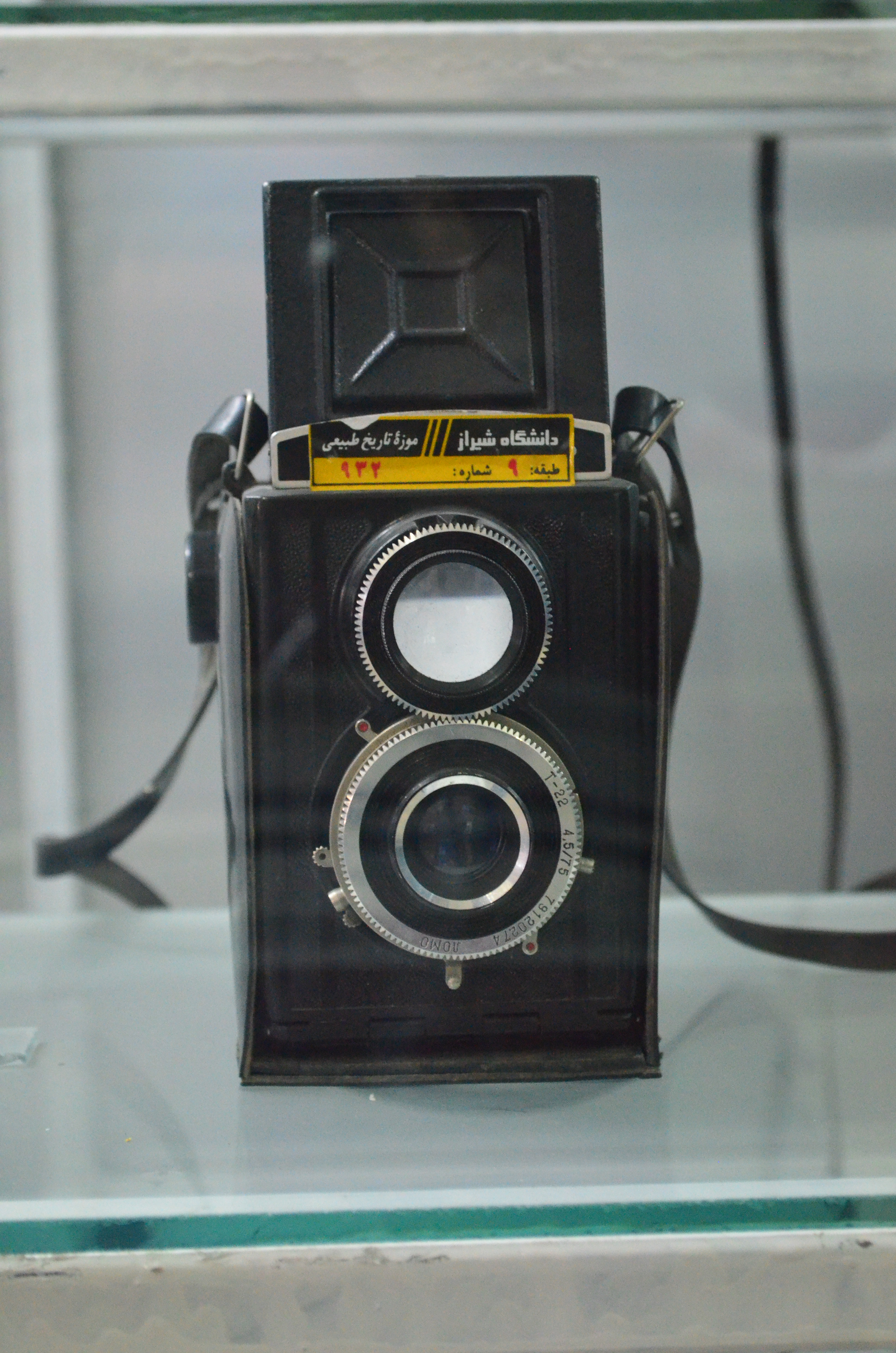
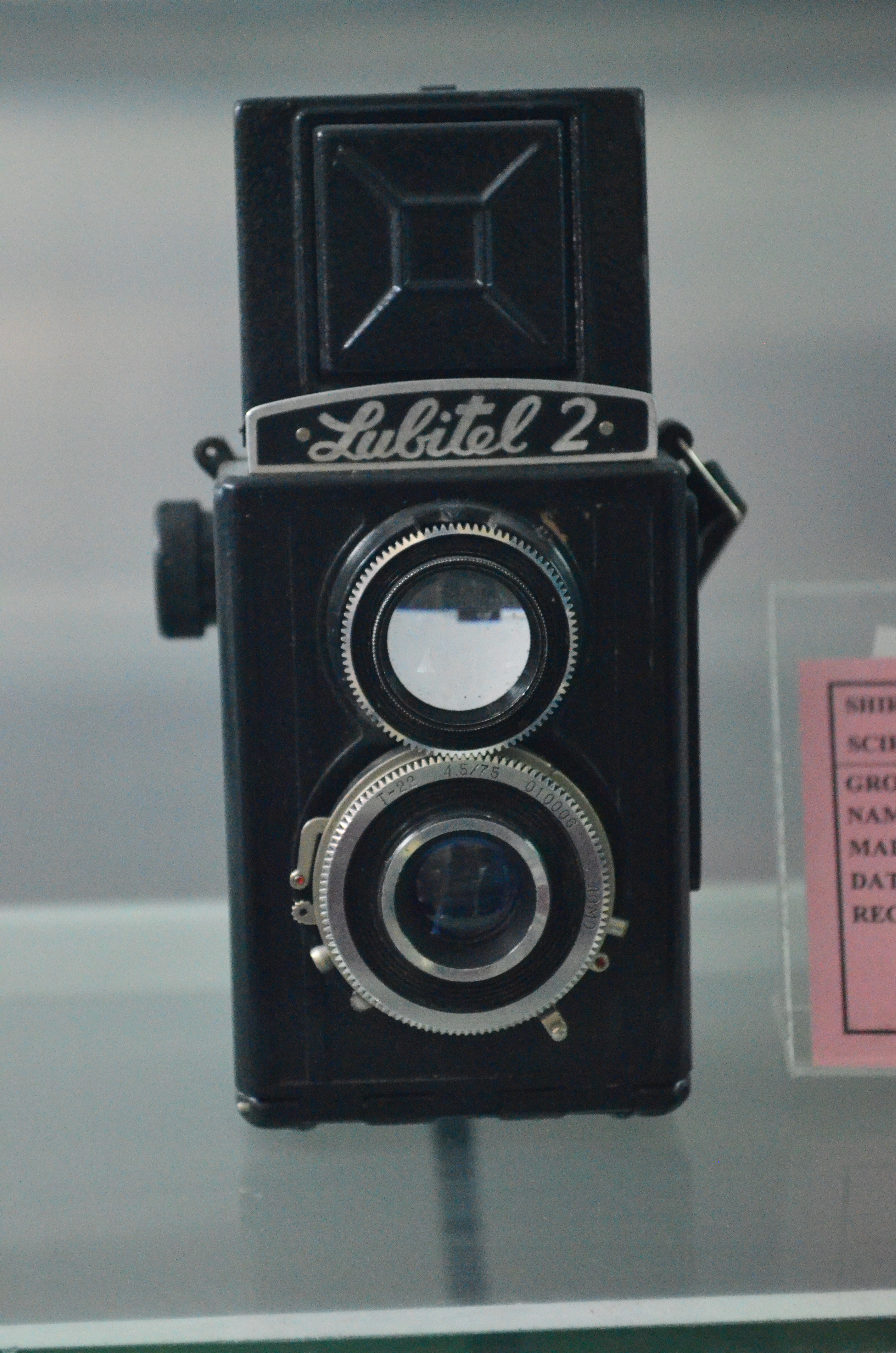
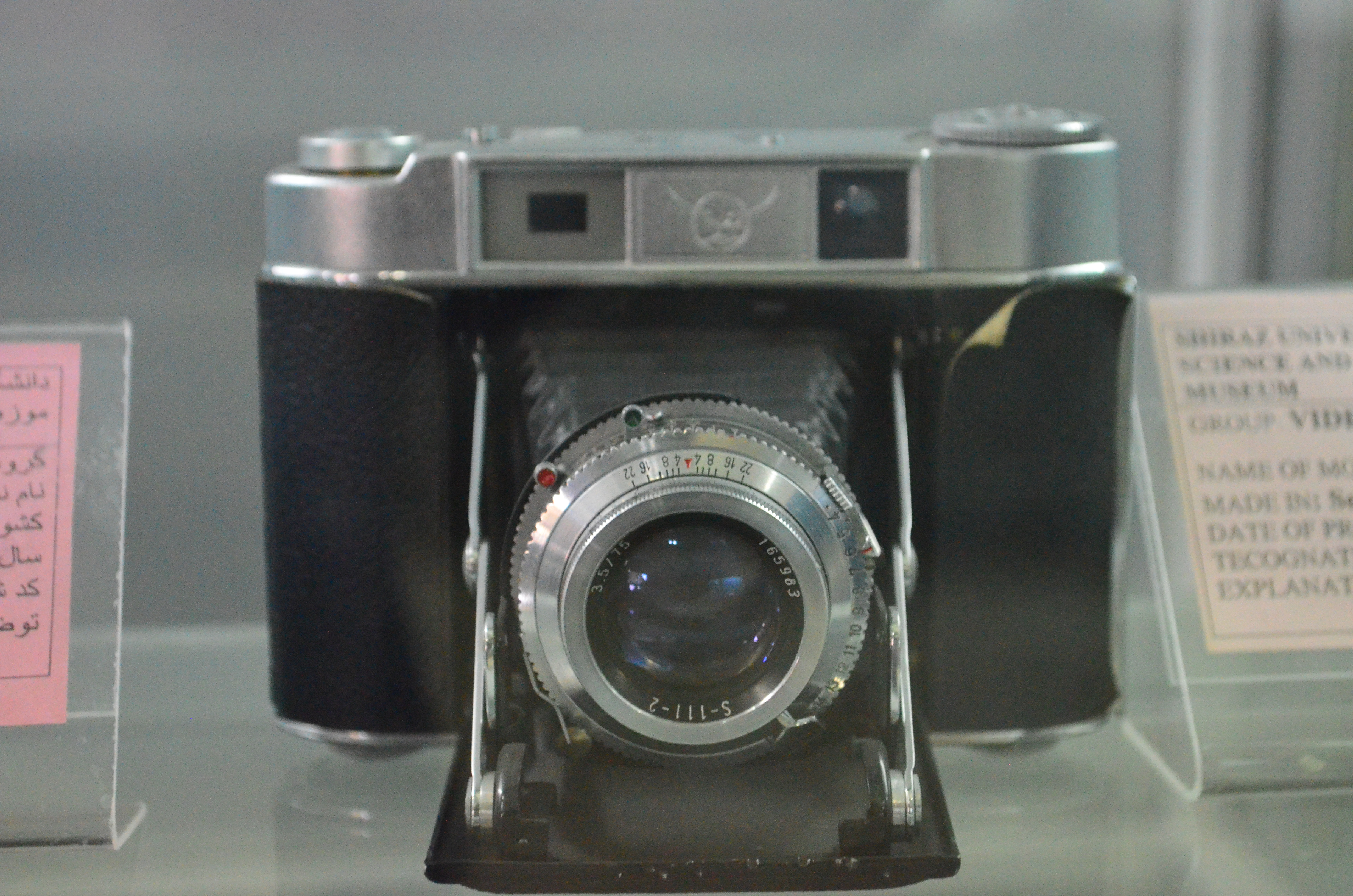
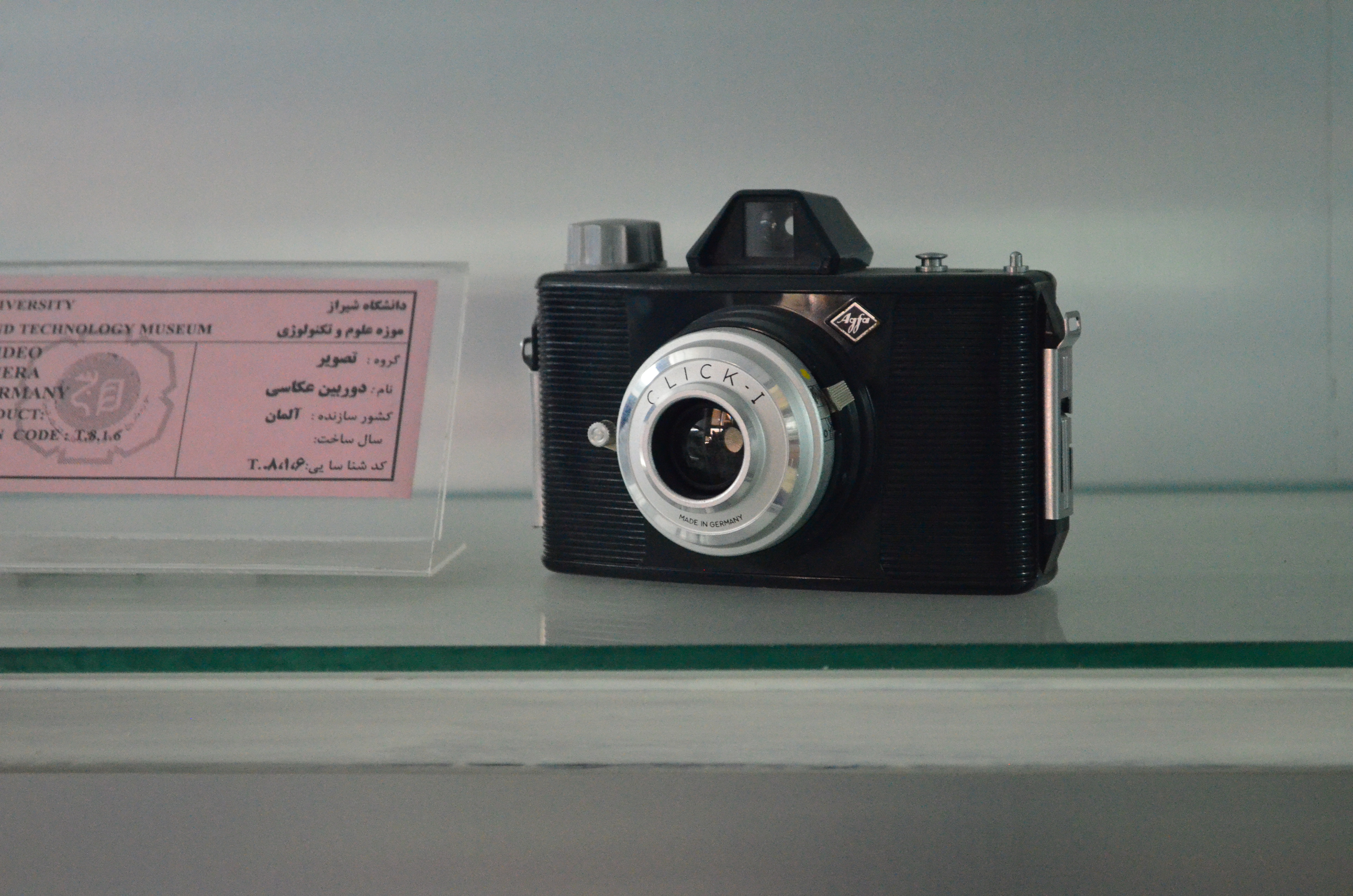
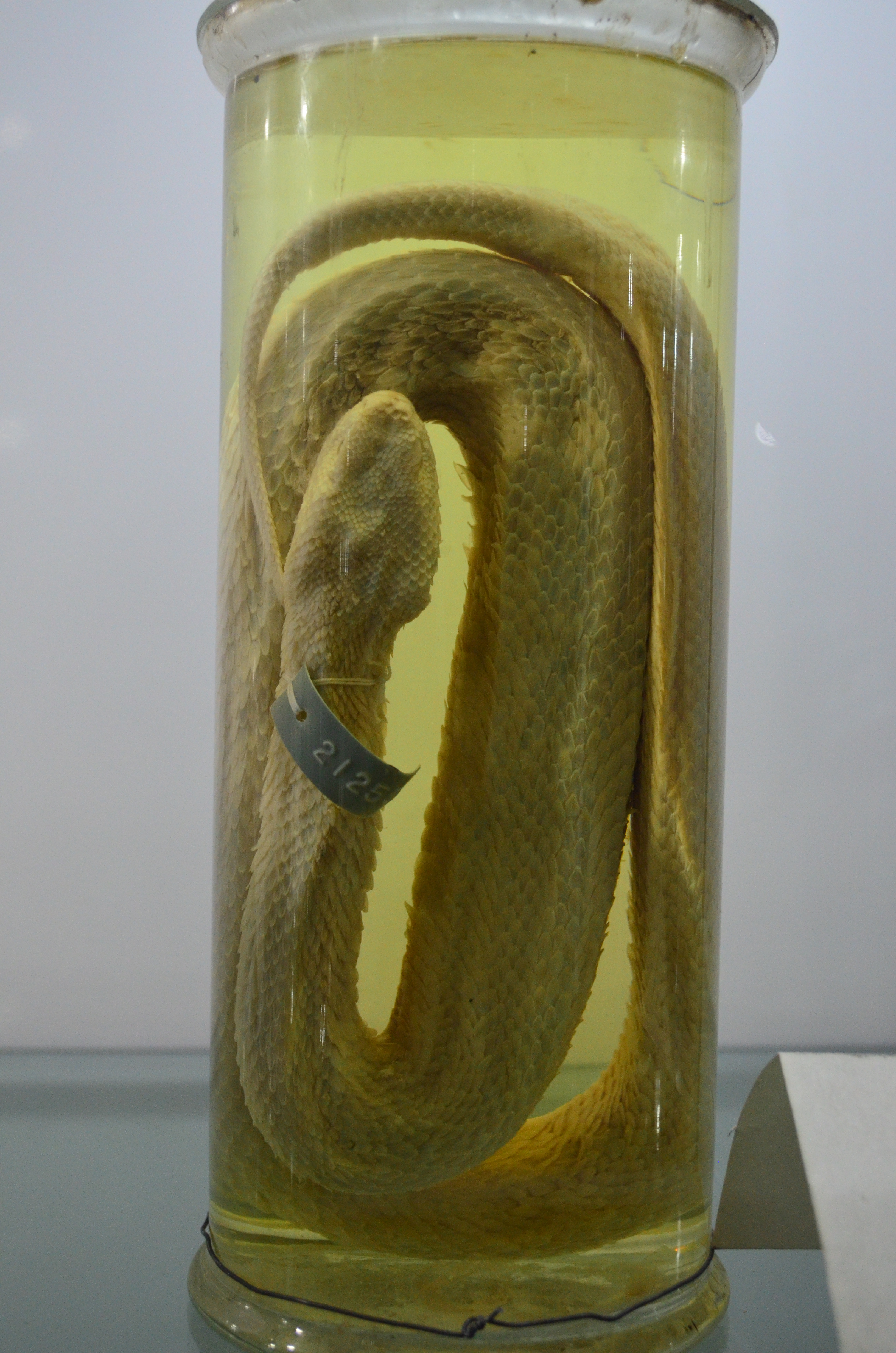
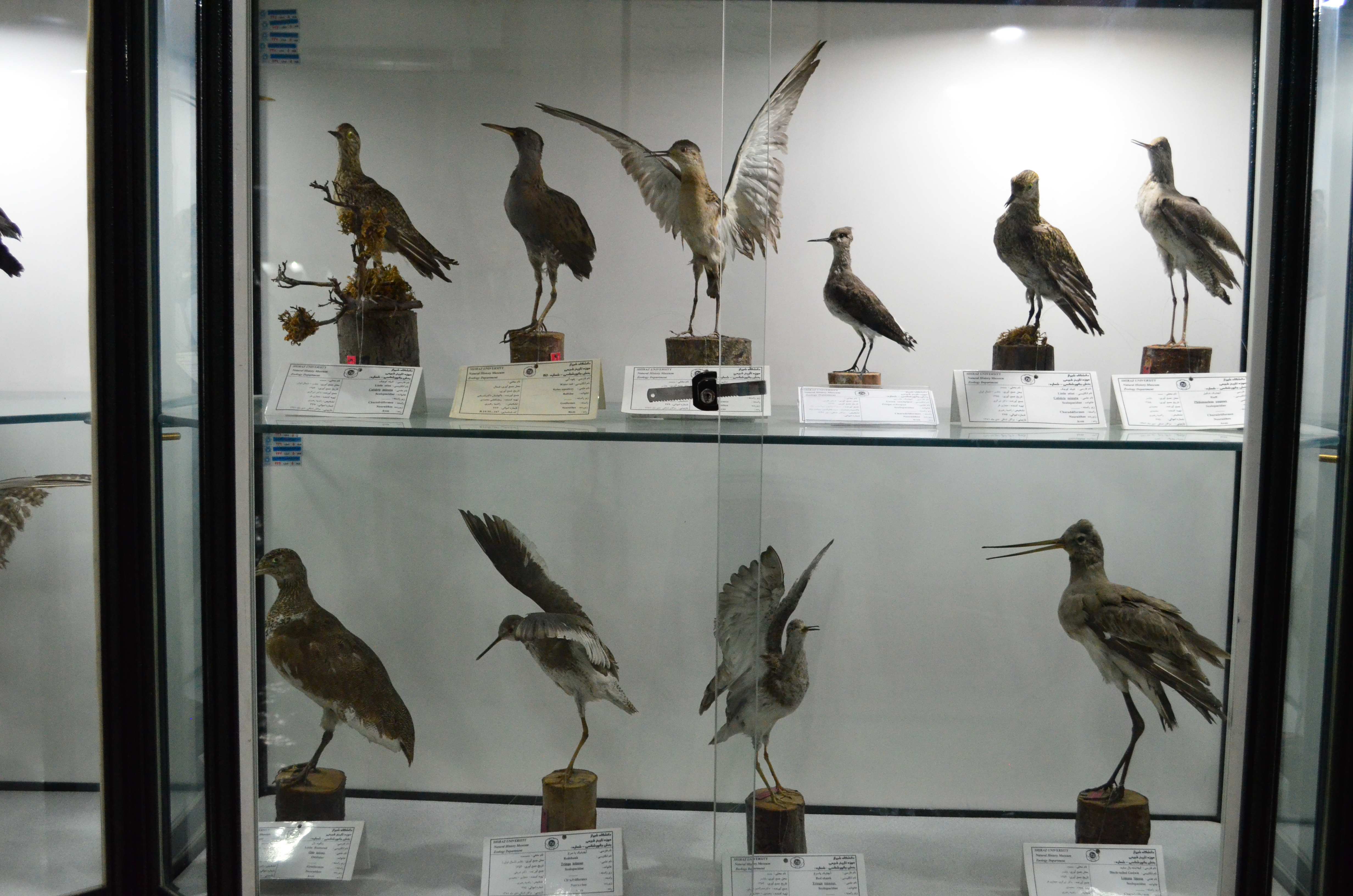
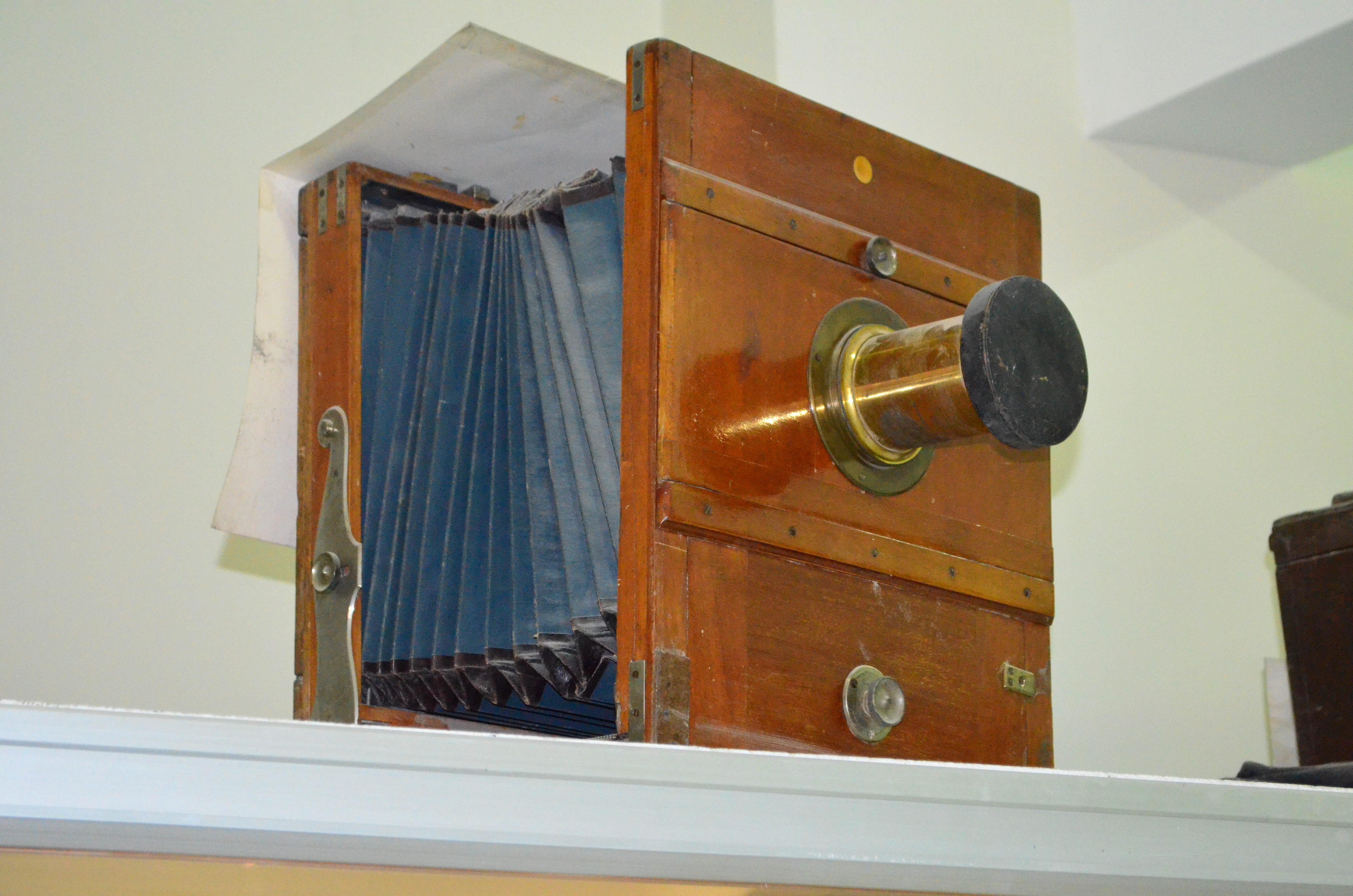
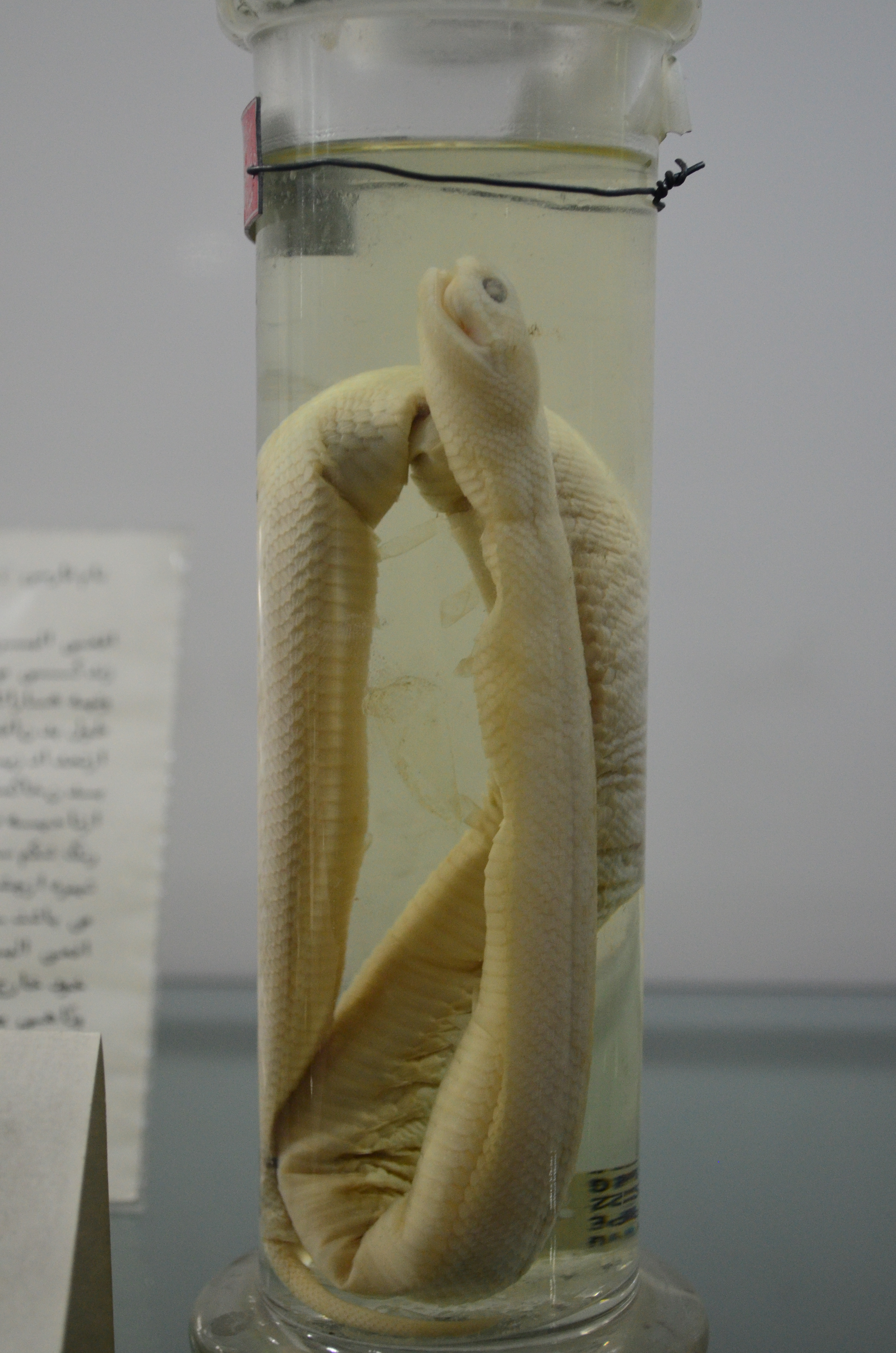
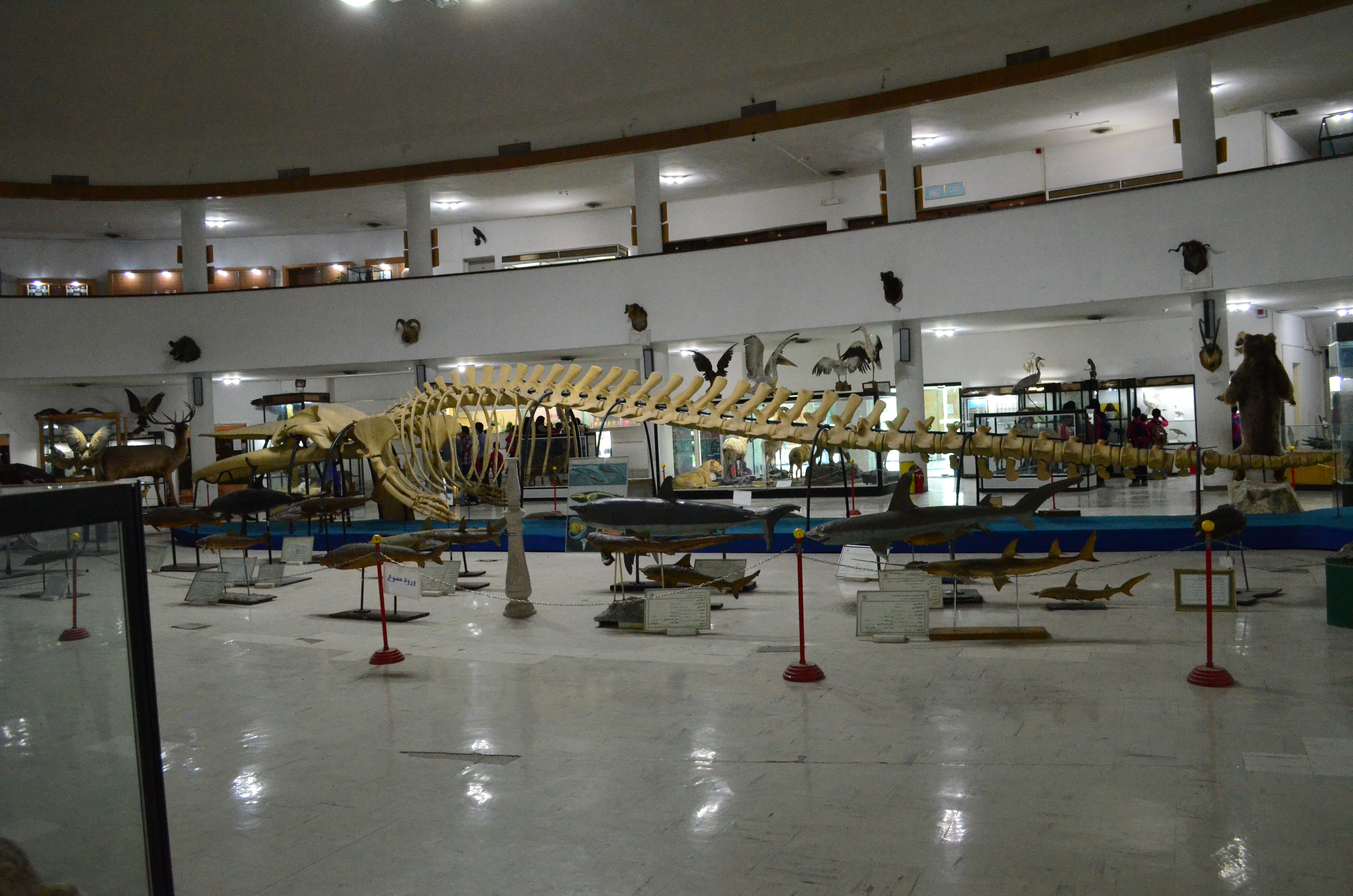
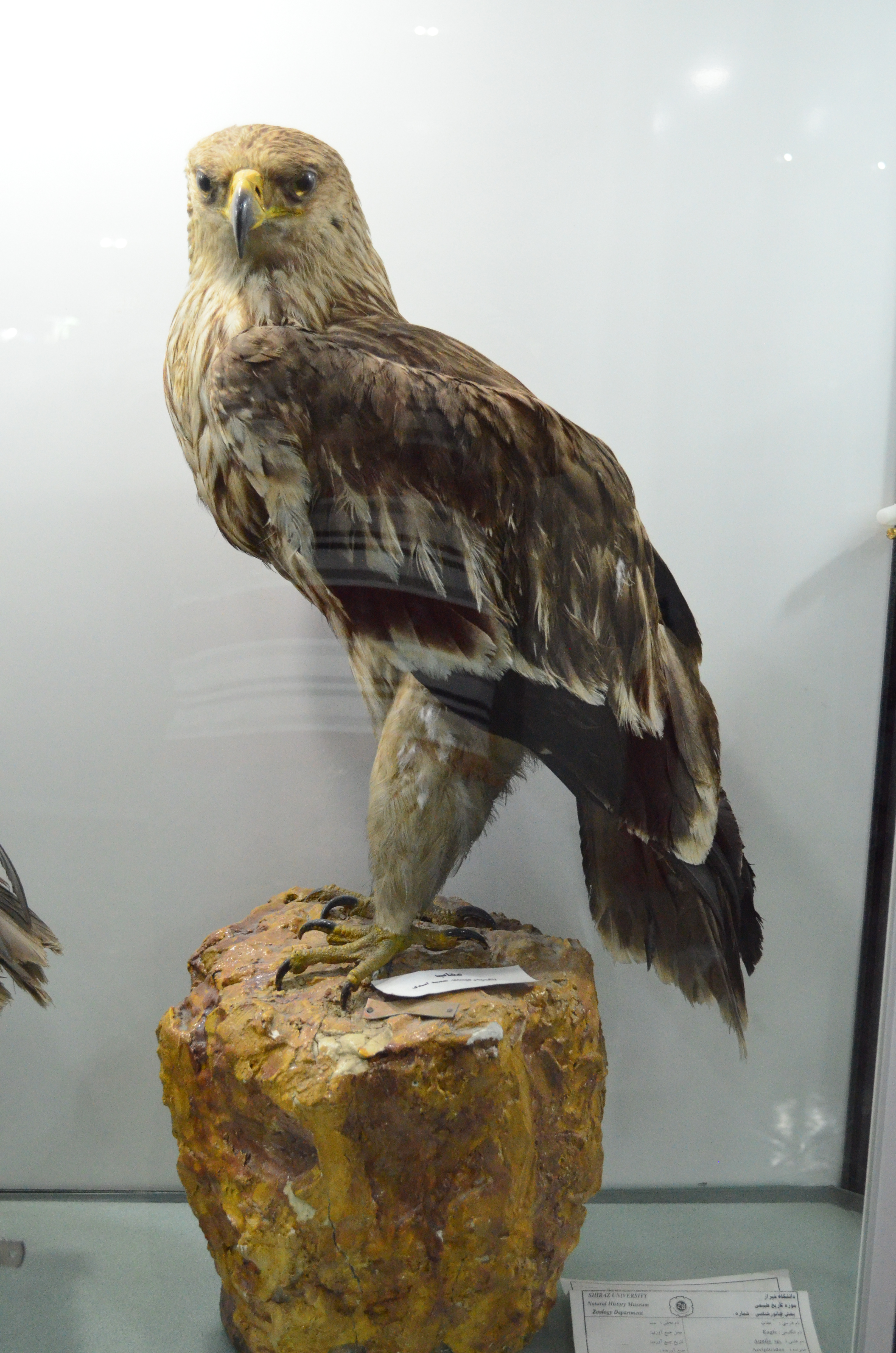
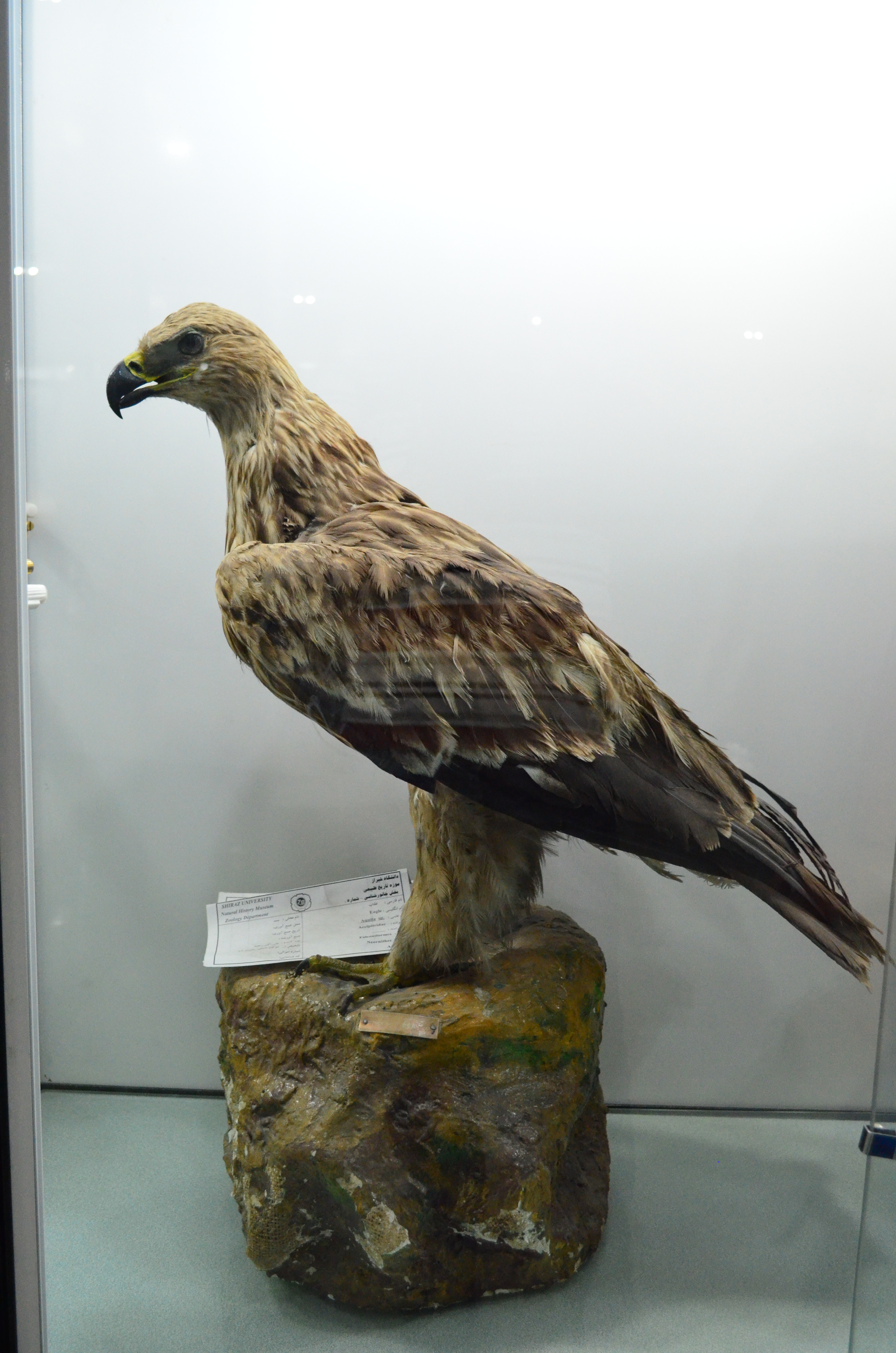
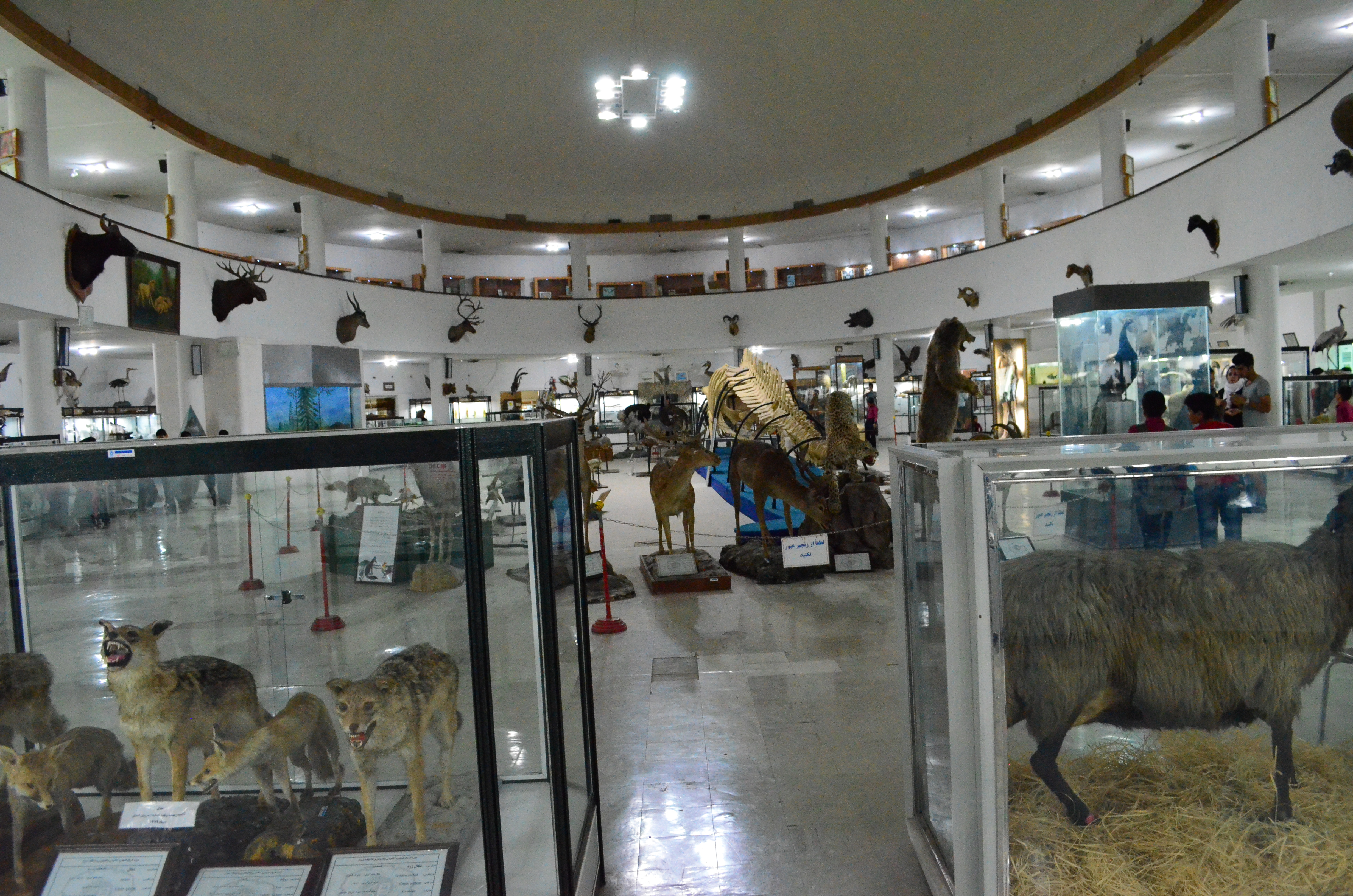
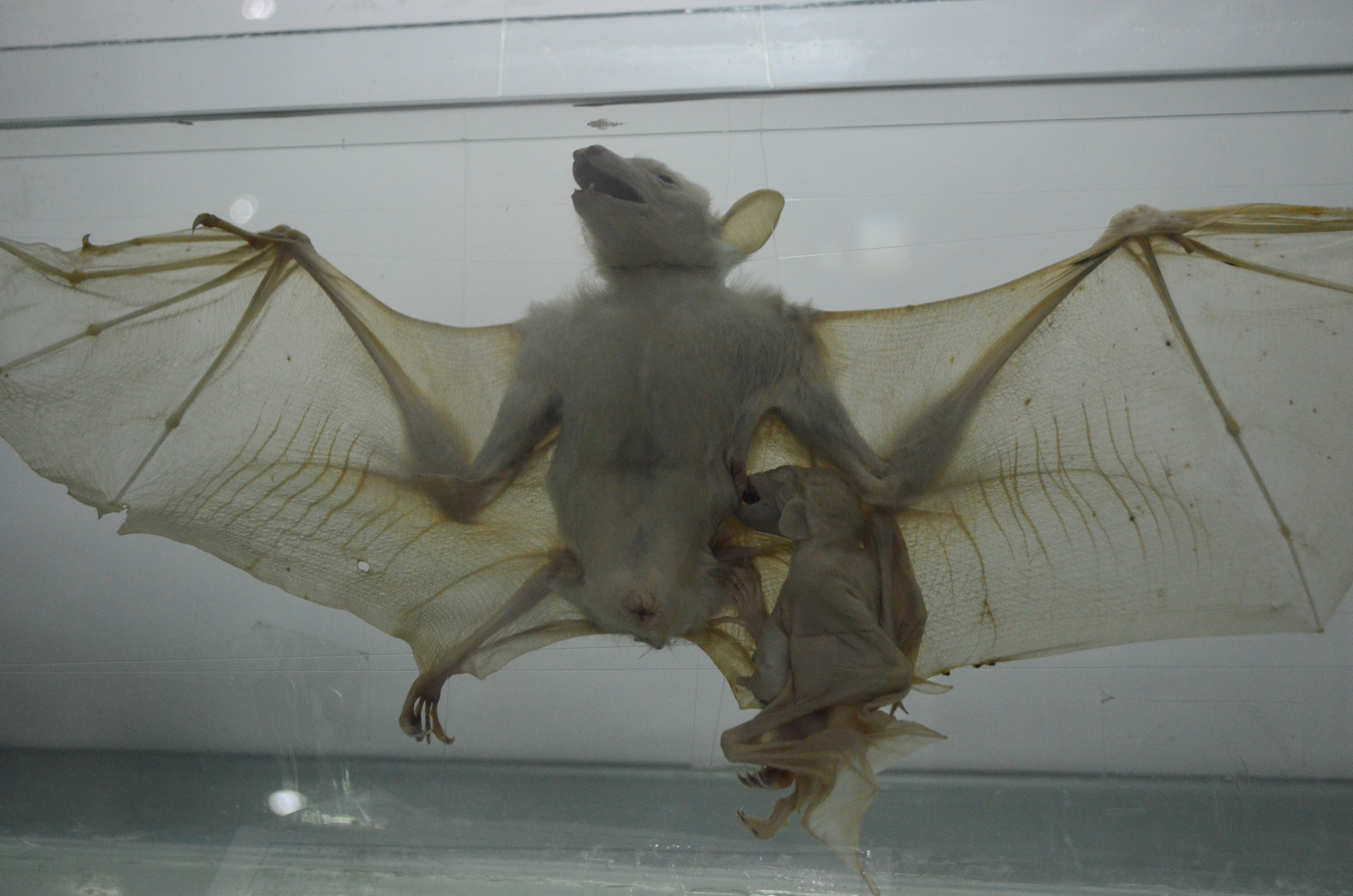
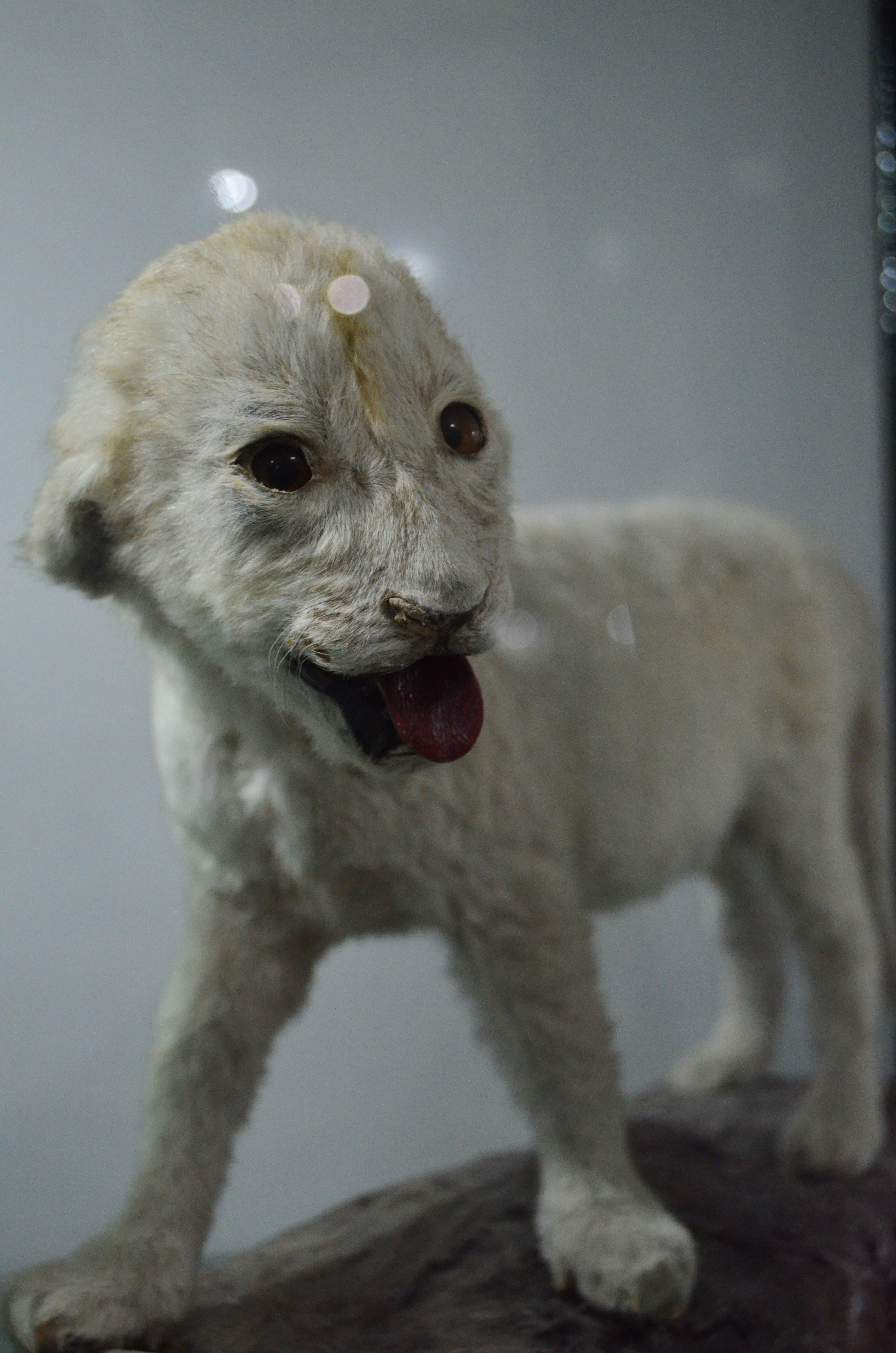
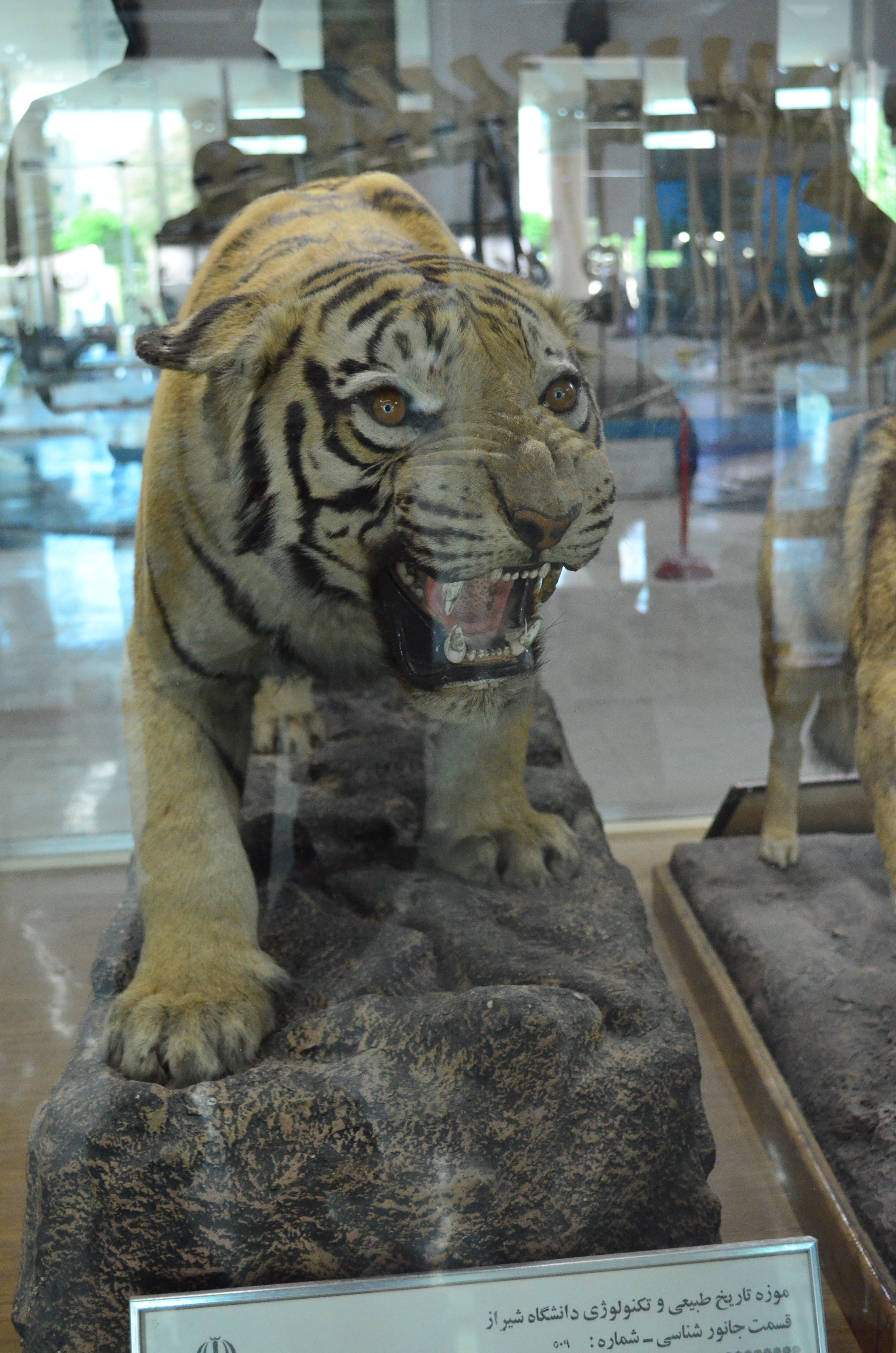
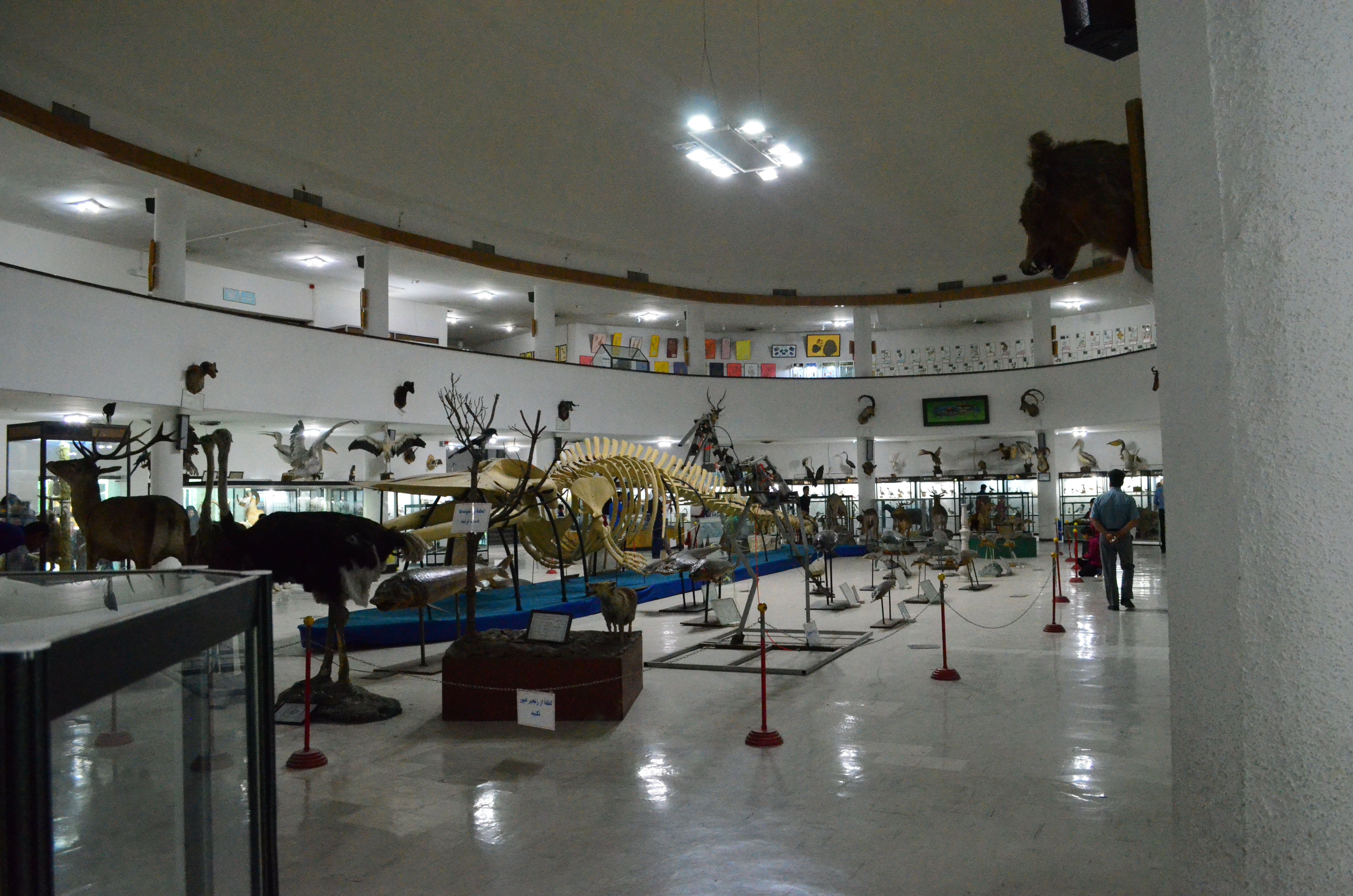
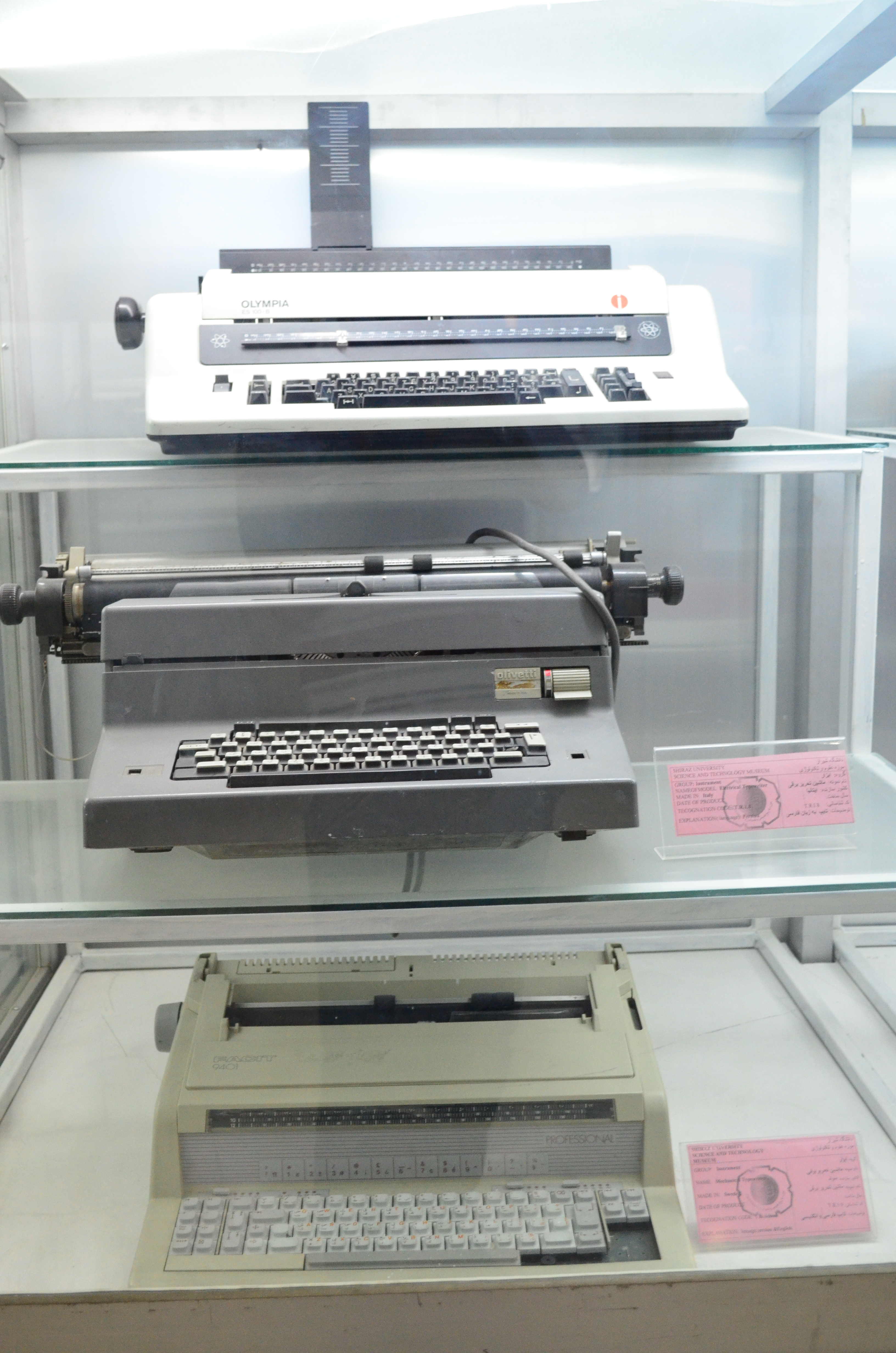
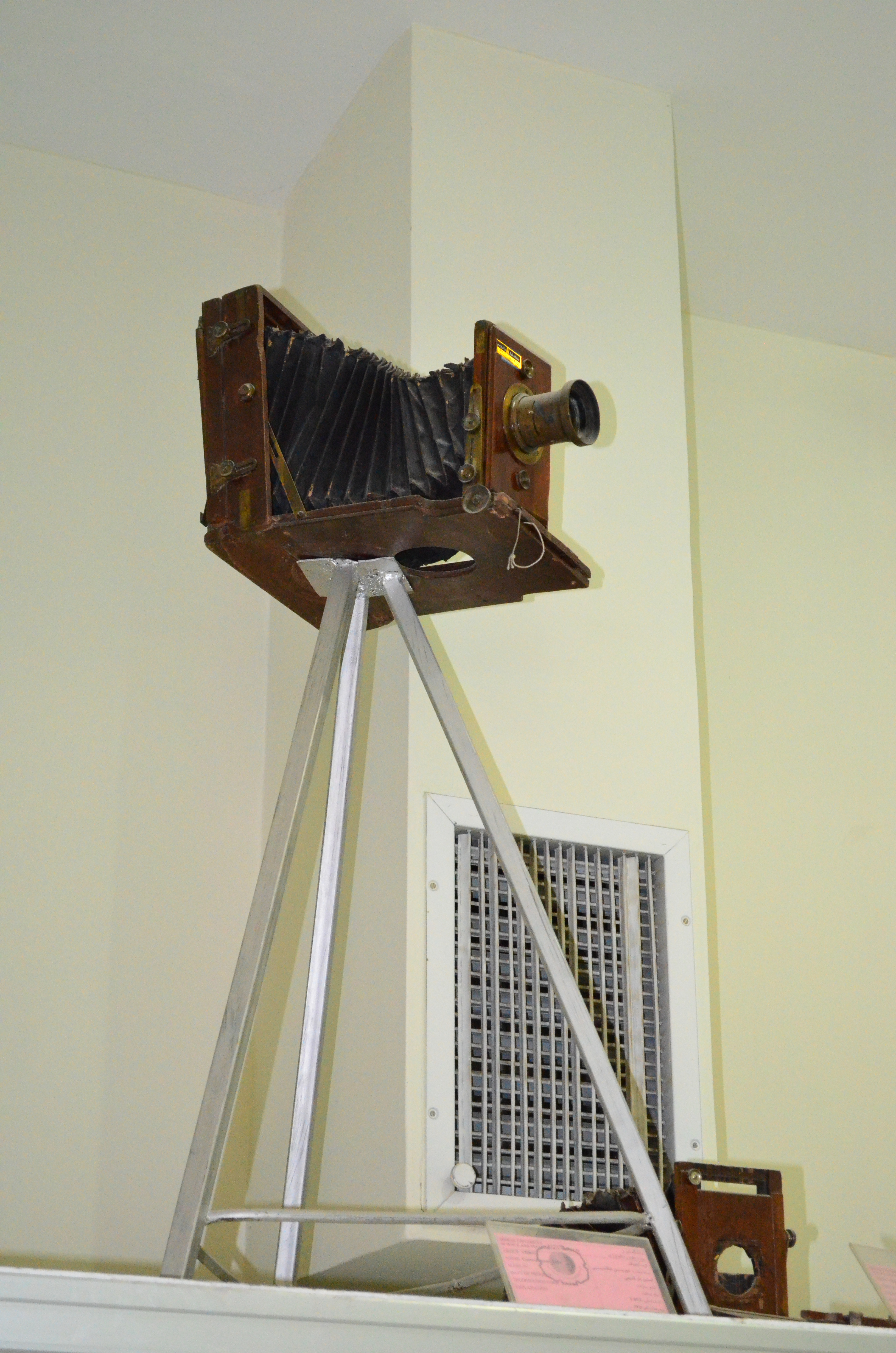
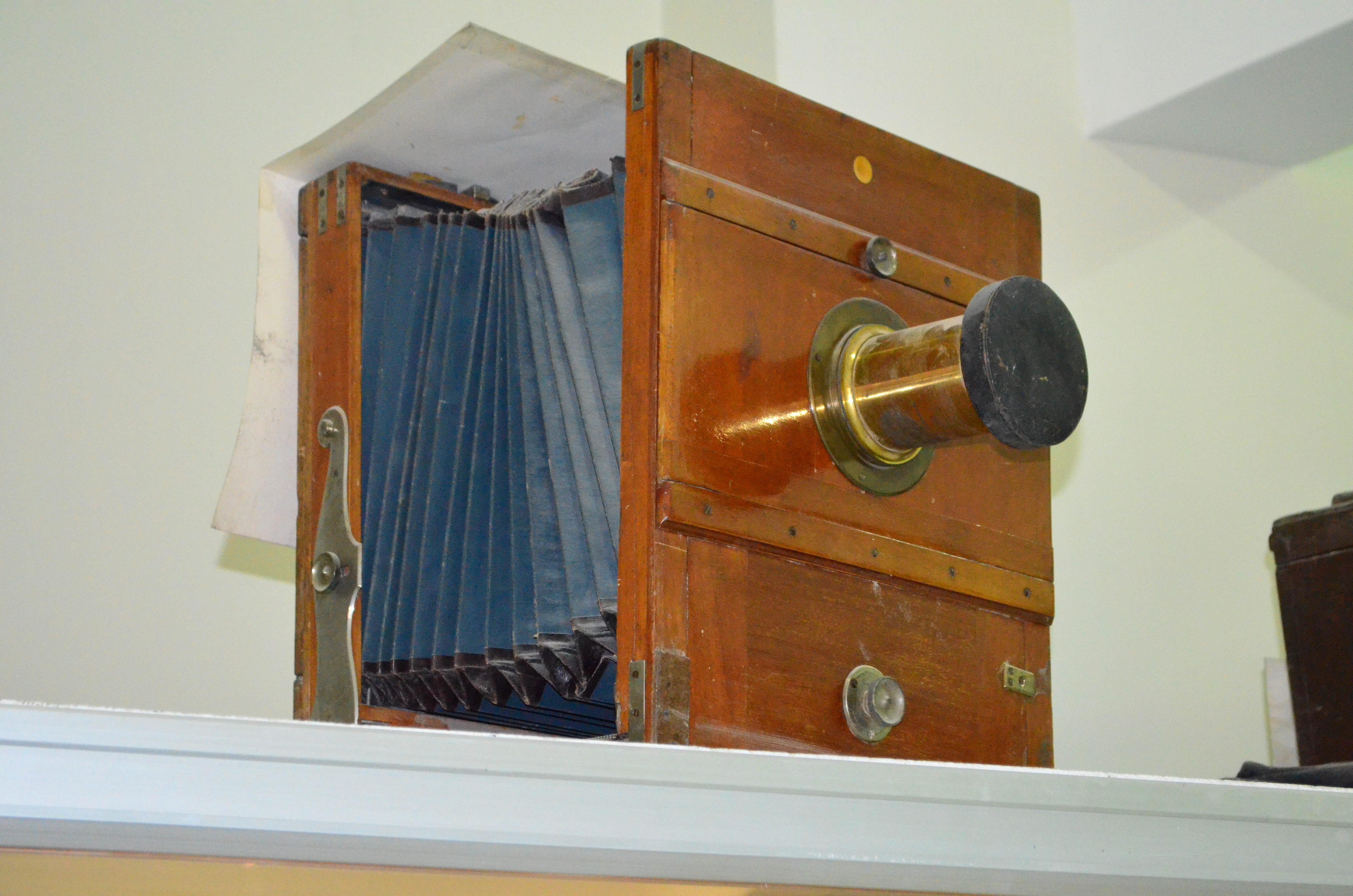

## اقسام المتحف
ويضم المتحف أيضاً أقساماً أخرى مثل:
1- قسم التشريح.
2- قسم التكنولوجيا.
3- قسم الفن.
4- قسم التحنيط.
5- القسم السمعي والبصري.
6- مكتبة خاصة للمتحف.

## معلومات سريعة
| الاسم      | متحف التأريخ الطبيعي |
| البلد      | إيران                |
| المدينة    | شيراز                |
| الموقع     | جامعة شيراز          |
| سنة البناء | مارس/1974م           |

## طالع ايضاً
- متحف إيران الوطني
- شيراز
- سوق وكيل التأريخي
- ثقافة فارسية
- السينما الإيرانية
- أديان إيرانية
- الموسوعة الإيرانية